# Route du Rhum 2018
Navigation
2014 2022
La Route du Rhum 2018 (Route du Rhum - Destination Guadeloupe) est la onzième édition de la Route du Rhum, course transatlantique en solitaire. Elle s'élance de Saint-Malo le dimanche 4 novembre 2018 à 14 heures, et rallie Pointe-à-Pitre, en Guadeloupe. La flotte est répartie en six catégories : Ultime, Multi50, IMOCA, Class40, Rhum Multi et Rhum Mono. Le directeur de course est Jacques Caraës.
Cette édition est remportée dans la catégorie Ultime par Francis Joyon en 7 jours, 14 heures, 21 minutes et 47 secondes, nouveau temps de référence. Joyon devance François Gabart de 7 minutes et 8 secondes. En Multi50, le vainqueur est Armel Tripon, en 11 jours, 7 heures, 32 minutes et 40 secondes. En Imoca, le vainqueur est Paul Meilhat, en 12 jours, 11 heures, 23 minutes et 18 secondes. En Class40, le vainqueur est Yoann Richomme, en 16 jours, 3 heures, 22 minutes et 44 secondes (nouveau temps de référence)
. En Rhum Multi, le vainqueur est Pierre Antoine. En Rhum Mono, le vainqueur est Sidney Gavignet.
L'édition est marquée par de dures conditions météorologiques au large du golfe de Gascogne ; par des alizés instables et descendant en latitude au fil des jours ; par l'oppressant duel final, en catégorie Ultime, entre Joyon et Gabart ; et en Imoca par l'échouement, peu avant l'arrivée, d'Alex Thomson, qui avait course gagnée.

## Parcours
L'épreuve est organisée par OC Sport France.
Un départ unique est donné à Saint-Malo le 4 novembre 2018, à 14 heures. La ligne de départ se situe au nord de la pointe du Grouin. Mesurant trois milles (5,5 kilomètres), elle est divisée en quatre parties : la première, la plus au nord, est réservée aux Ultime et aux Multi50 ; la deuxième est réservée aux Rhum Multi ; la troisième, au sud du bateau du comité de course, est réservée aux Imoca ; et enfin la quatrième, la plus au sud, est réservée aux Class40 et aux Rhum Mono.
La bouée du cap Fréhel est à laisser à tribord.
L'arrivée se fait dans le Petit Cul-de-sac marin à Pointe-à-Pitre en Guadeloupe. L'archipel est à contourner en le laissant à bâbord ; l'îlot de la Tête à l'Anglais est à laisser à bâbord et la bouée de Basse-Terre est à laisser à tribord.
La distance théorique à parcourir est de 3 542 milles (environ 6 560 km). La fermeture de la ligne d'arrivée est initialement prévue le 2 décembre à 14 heures, heure de métropole. En raison des conditions météorologiques, elle est repoussée après le départ au 7 décembre, à la même heure.

## Déroulement

### Avant la course

Les bateaux amarrés face aux remparts de Saint-Malo, quelques jours avant le départ.

Les organisateurs font face à un nombre d'inscriptions très important et décident de porter le nombre de participants à 122 au lieu des 100 prévus initialement. Le 15 juillet 2018, au moment de la clôture des inscriptions, 117 skippers sont retenus. Le 28 septembre 2018, la liste des inscrits est finalisée. On compte 123 skippers.
Cet engouement pour la course oblige les organisateurs à élargir les installations dans le village départ de Saint-Malo. Les Ultimes sont notamment relégués en retrait des autres bateaux, en raison de leur taille. Ouvert du 24 octobre jusqu'à la veille du départ, le village accueille en moyenne 90 000 visiteurs par jour, avec un total de 1,3 million sur les douze jours, contre 800 000 lors de la précédente édition (2014),.

### Incidents et abandons
Le 4 novembre 2018, après un peu plus de quatre heures de course, Armel Le Cléac'h et son Ultime Maxi Banque populaire IX sont contraints d'effectuer une escale technique au large de Roscoff afin de remplacer une pièce du système d'énergie. L'intervention fait perdre deux heures au skipper,. Le tenant du titre en Multi50, Erwan Le Roux, arrête également son Fenêtréa - Mix Buffet à Roscoff, pour une avarie de safran de coque centrale (risque de voie d'eau) nécessitant l'intervention de son équipe technique. Le soir même, à 20 h 43, le skipper guadeloupéen Willy Bissainte prévient la direction de course de l'échouement de son Rhum Mono C' La Guadeloupe sur les rochers de l'île Rouzic. Une voie d'eau s'est déclarée. Secouru par le canot de la SNSM de Ploumanac'h, le bateau est remorqué jusqu'à Roscoff. À bord de l'Imoca Bureau Vallée de Louis Burton, une voie d'eau se déclare au niveau du puits de foil tribord : une poulie fixée dans le puits s'est arrachée, causant une brèche. Burton gagne Roscoff pour tenter de réparer.
Le 5 novembre, Sébastien Josse, sur l'Ultime Maxi Edmond de Rothschild, alors en tête de course, annonce avoir perdu une partie de l'étrave de flotteur tribord aux alentours du 5 heures du matin. Le même jour, dans la matinée, Thomas Coville sur l'Ultime Sodebo Ultim' subit également une avarie. Tous deux se dirigent vers La Corogne afin de se mettre en sécurité en prévision de la dépression arrivant sur l'Atlantique. Dans la catégorie Imoca, Jérémie Beyou a des problèmes de barre l'empêchant de naviguer correctement. Après une réparation sommaire à bord, il se déroute, puis est remorqué vers Lorient.
Le 6 novembre, à 3 h 50, un problème de pilote automatique provoque un virement de bord intempestif de l'Imoca Monin. Avant qu'Isabelle Joschke ait eu le temps de rétablir la situation, le bateau démâte. La navigatrice fait route terre au moteur, en attendant d'être prise en remorque jusqu'à Lorient. Peu après Joschke, Sam Goodchild, sur le Class40 Narcos : Mexico, démâte lui aussi. Il fait route vers Lorient. Louis Burton annonce son abandon : les dégâts sur Bureau Vallée se révèlent trop importants. Vers midi, Armel Le Cléac'h déclenche sa balise de détresse après le chavirage de son Ultime Maxi Banque populaire IX : « Je ne sais pas ce qui s’est passé, ça a été très rapide, le flotteur, ou quelque chose qui s’est détaché. » À 17 heures, Samantha Davies (Imoca Initiatives-Cœur), annonce une avarie. En contact avec les architectes, elle a pu diagnostiquer un délaminage important au niveau de la cellule de vie. Elle se déroute vers Lorient. Louis Duc (2e des Class40, sur Carac ) casse l'axe d'étai par 30 nœuds de vent, rafales à 40, mer agitée. Il sécurise aussitôt son mât. Ne pouvant maintenir son cap sud-ouest travers au vent, il se met vent arrière pour tenter de réparer en mer.
Le 7 novembre, victime d'une avarie au pied du mât, Sébastien Marsset (11e sur le Class40 Campings Tohapi ) se déroute vers Lorient. À la suite de l'avarie de la veille, Samantha Davies annonce son abandon.
Le 8 novembre, Nicolas Troussel (Class40 Corum) perd ses aériens (capteurs de données placés en haut du mât). Cela vient s'ajouter à un problème de trinquette et surtout à la rupture, deux jours plus tôt, d'une pièce de fixation du moteur. De plus, le navigateur s'est blessé à la main en sécurisant le moteur. Il se déroute vers Cascais. Pointé le matin à la 2e place de la catégorie des Rhum Multi, le Team Vent Debout de Fabrice Payen démâte alors qu’il navigue à environ 230 milles dans l’ouest du Portugal. Les mauvaises conditions météo n'ont pas permis à Duc de réparer en mer. Il est contraint de faire escale à Baiona, où il va rester deux jours.
Le 9 novembre, Yannick Bestaven (Imoca Maître CoQ III) abandonne à la suite d'une avarie du système hydraulique qui permet de basculer la quille. La veille, il avait quitté Cascais où il avait changé son hook de chariot de grand-voile. À peine avait-il parcouru 85 milles que cette nouvelle avarie l'obligeait à rebrousser chemin. Mais, à plus de 150 milles de Saint-Malo, le règlement interdit une deuxième escale. Le retour de Bestaven à Cascais le contraint donc à l'abandon. Willy Bissainte (Rhum Mono C' La Guadeloupe), qui avait échoué sur l'île Rouzic le 4 novembre, abandonne.
Le 10 novembre, les dégâts au pied de son mât étant trop importants, Sébastien Marsset annonce son abandon. En raison de ses avaries et de l'infection de sa blessure à la main, Nicolas Troussel annonce son abandon. Isabelle Joschke et Sam Goodchild, qui tous deux ont démâté le 6, déclarent officiellement leur abandon,.
Le 13 novembre, Jérémie Beyou (Imoca Charal ), qui a repris la mer la veille, fait demi-tour, victime d'une nouvelle avarie : une panne du système d’alimentation en énergie.
Le 14 novembre à 8 h 30 (heure de France), le Multi50 Arkema de Lalou Roucayrol se retourne à environ 1 000 milles de la Guadeloupe. La direction de course demande à Pierre Antoine (Rhum Multi Olmix) de se dérouter pour secourir Roucayrol.
Le 15 novembre, au grand large de Gibraltar, Claire Pruvot (Class40 Service civique) entre en collision avec un cargo. Elle est recueillie par l'équipage de ce dernier.
Le 16 novembre, après trois tentatives, Roucayrol réussit à embarquer à bord de l'Olmix. Pierre Antoine se remet en course. Le remorqueur Lady Debbie a été affrété par le sponsor de Roucayrol pour prendre en charge le naufragé, ainsi que son bateau. Il se porte à la rencontre de l'Olmix. Alex Thomson (Imoca Hugo Boss) s'accorde un moment de sommeil avant d'entamer l'éprouvant tour de la Guadeloupe. Batterie déchargée, sa montre-alarme ne sonne pas. Le bateau se dirige à 19 nœuds vers Grande-Terre. Son équipe, voyant qu'il n'est pas dans le bon cap, appelle Thomson au téléphone, sans parvenir à le réveiller. À l'approche de la côte, Hugo Boss est freiné par le dévent. Il talonne près de la pointe de la Grande Vigie. Le bateau est très endommagé. Thomson amène les voiles et se dégage au moteur. Ayant replombé l'arbre d'hélice, il repart à la voile. Il franchit la ligne d'arrivée premier des Imoca. Le jury (composé de deux Britanniques, deux Français et un Allemand) lui inflige une pénalité de 24 heures pour avoir utilisé son moteur. Le président du jury, Georges Priol, précise qu'il n'y a pas eu disqualification parce que la sécurité du skipper et celle du bateau étaient engagées. « Mais, dit-il, la pénalité de 24 heures était le minimum applicable. » Georges Priol tient à rendre hommage à Thomson, qui a accueilli la sanction avec « une grande sportivité ». Le même jour, Jérémie Beyou (Imoca Charal ) annonce son abandon. C'est le cinquième abandon dans la catégorie Imoca.
Le 18 novembre, Roucayrol est transbordé sur le remorqueur Lady Debbie.
Le 21 novembre, le Lady Debbie retrouve le trimaran Arkema de Roucayrol, mais à l'endroit, sans qu'on puisse dire pourquoi.

## Concurrents
La course accueille 123 concurrents, répartis en six catégories :
- catégorie Ultime, multicoques de 60 pieds et plus (6 inscrits) ;
- classe Multi50, multicoques de 50 pieds (6 inscrits). Le vainqueur de cette catégorie empochera 4 500 € ;
- classe IMOCA, monocoques Open 60 pieds (20 inscrits). Le vainqueur de cette catégorie empochera 23 000 € ;
- Class40, monocoques de 40 pieds (53 inscrits). Le vainqueur de cette catégorie empochera 15 000 € ;
- catégorie Rhum Multi, multicoques compris entre 39 pieds et 59 pieds et ne pouvant entrer dans une classe définie ci-dessus (21 inscrits). Le vainqueur de cette catégorie empochera 8 500 € ;
- catégorie Rhum Mono, monocoques supérieurs à 39 pieds et ne pouvant entrer dans une classe définie ci-dessus (17 inscrits). Le vainqueur de cette catégorie empochera 8 000 €.

Le vainqueur toutes catégories empochera 50 000 €, le second 25 000 € et le troisième 15 000 €.

### CatégorieUltime
| Catégorie Ultime : multicoques de 60 pieds et plus (6 inscrits) | Catégorie Ultime : multicoques de 60 pieds et plus (6 inscrits) | Catégorie Ultime : multicoques de 60 pieds et plus (6 inscrits) | Catégorie Ultime : multicoques de 60 pieds et plus (6 inscrits) | Catégorie Ultime : multicoques de 60 pieds et plus (6 inscrits) | Catégorie Ultime : multicoques de 60 pieds et plus (6 inscrits) | Catégorie Ultime : multicoques de 60 pieds et plus (6 inscrits) | Catégorie Ultime : multicoques de 60 pieds et plus (6 inscrits) | Catégorie Ultime : multicoques de 60 pieds et plus (6 inscrits) | Catégorie Ultime : multicoques de 60 pieds et plus (6 inscrits) | Catégorie Ultime : multicoques de 60 pieds et plus (6 inscrits) |
| Skipper/pays/âge/participations                                 | Skipper/pays/âge/participations                                 | Skipper/pays/âge/participations                                 | Skipper/pays/âge/participations                                 | Bateau/lancé/Class.t gé.ral/classe                              | Bateau/lancé/Class.t gé.ral/classe                              | Bateau/lancé/Class.t gé.ral/classe                              | Bateau/lancé/Class.t gé.ral/classe                              | Arrivée                                                         | Arrivée                                                         | Arrivée                                                         |
|                                                                 |                                                                 |                                                                 |                                                                 |                                                                 |                                                                 |                                                                 |                                                                 | Date                                                            | Temps                                                           | Moyennes (nœuds)                                                |
| --------------------------------------------------------------- | --------------------------------------------------------------- | --------------------------------------------------------------- | --------------------------------------------------------------- | --------------------------------------------------------------- | --------------------------------------------------------------- | --------------------------------------------------------------- | --------------------------------------------------------------- | --------------------------------------------------------------- | --------------------------------------------------------------- | --------------------------------------------------------------- |
| Francis Joyon                                                   | France                                                          | 62 ans                                                          | 7e                                                              | IDEC Sport                                                      | 2006                                                            | 1er                                                             | 1er                                                             | 12 novembre 2018                                                | 7 j 14 h 21 min 47 s                                            | 19,42 / 23,95                                                   |
| François Gabart                                                 | France                                                          | 35 ans                                                          | 2e                                                              | Macif                                                           | 2015                                                            | 2e                                                              | 2e                                                              | 12 novembre 2018                                                | 7 j 14 h 28 min 55 s                                            | 19,41                                                           |
| Thomas Coville                                                  | France                                                          | 50 ans                                                          | 6e                                                              | Sodebo Ultim'                                                   | 2014                                                            | 17e                                                             | 3e                                                              | 20 novembre 2018                                                | 16 j 7 h 45 min 36 s                                            | 9,04 / 14,38                                                    |
| Romain Pilliard                                                 | France                                                          | 43 ans                                                          | 1re                                                             | Remade Use It Again !                                           | 2004                                                            | 46e                                                             | 4e                                                              | 26 novembre 2018                                                | 21 j 19 h 8 min 25 s                                            | 6,77 / 10,10                                                    |
| Armel Le Cléac'h                                                | France                                                          | 41 ans                                                          | 3e                                                              | Banque populaire IX                                             | 2017                                                            | Abandon le 6 novembre (chavirage)                               | Abandon le 6 novembre (chavirage)                               | Abandon le 6 novembre (chavirage)                               | Abandon le 6 novembre (chavirage)                               | Abandon le 6 novembre (chavirage)                               |
| Sébastien Josse                                                 | France                                                          | 43 ans                                                          | 3e                                                              | Gitana 17                                                       | 2017                                                            | Abandon le 5 novembre (avarie de flotteur)                      | Abandon le 5 novembre (avarie de flotteur)                      | Abandon le 5 novembre (avarie de flotteur)                      | Abandon le 5 novembre (avarie de flotteur)                      | Abandon le 5 novembre (avarie de flotteur)                      |

#### Course des Ultime

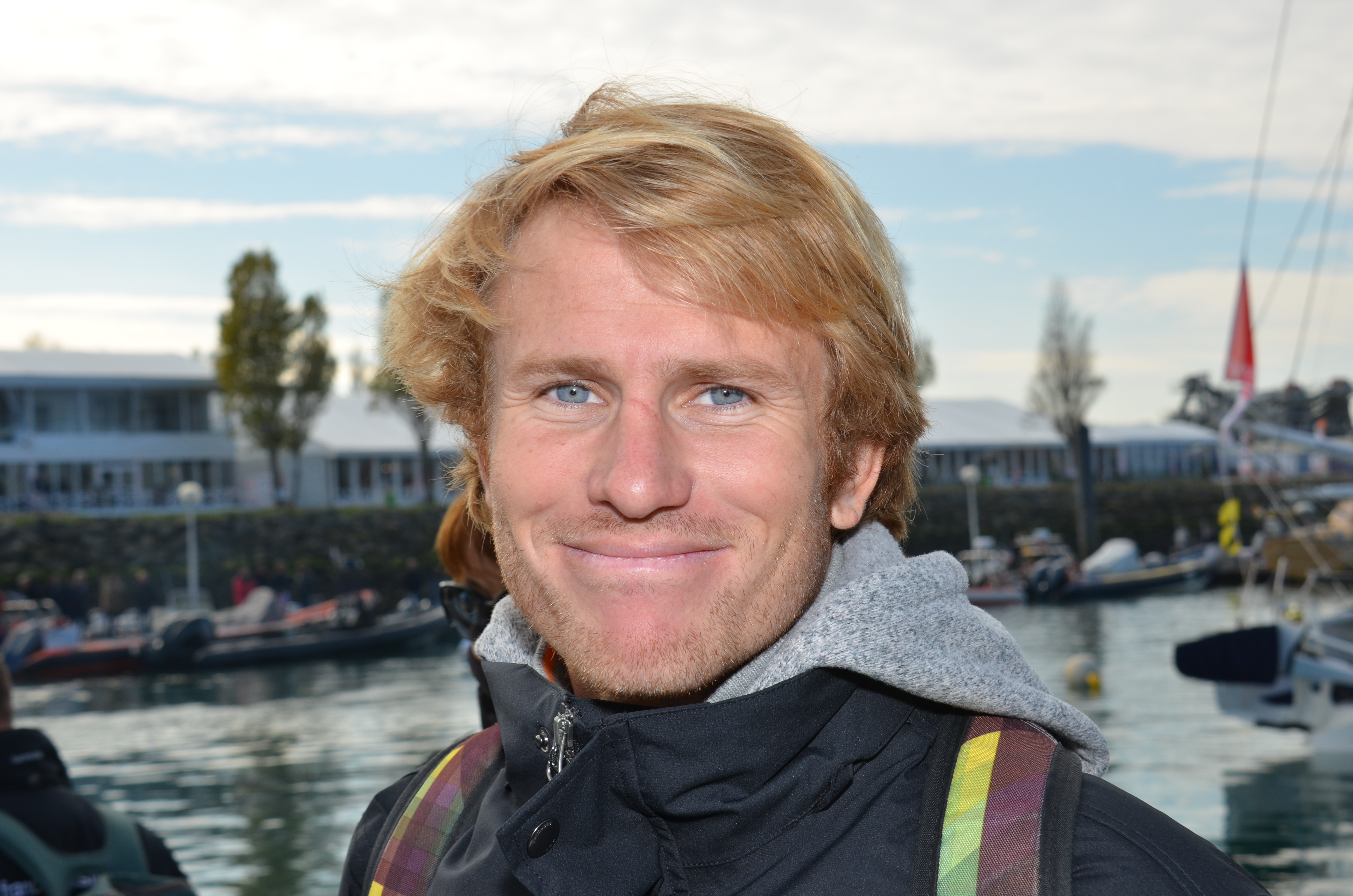
François Gabart.

Le 4 novembre, venant de déborder l'archipel des Sept Îles, François Gabart (Macif) mène devant Armel Le Cléac'h (Maxi Banque populaire IX) et Sébastien Josse (Maxi Edmond de Rothschild), lorsque Le Cléac'h se déroute. Il effectue un arrêt technique d'une demi-heure devant Roscoff pour permettre à son équipe de réparer son système d'énergie. Le détour lui fait perdre deux heures.
Le 5 novembre, à 5 h 30, après le passage d'un front, Josse mène devant Gabart, lorsque l'étrave de son flotteur tribord est arrachée. Il se déroute vers La Corogne. À 10 h 15, au large du cap Finisterre, Thomas Coville (2e), casse le carénage du bras avant bâbord de son Sodebo Ultim'. Il se déroute lui aussi sur La Corogne. Gabart mène devant Le Cléac'h et Francis Joyon (Idec Sport).
Le 6 novembre, vers midi, Le Cléac'h chavire à 340 milles au nord-est de Ponta Delgada. Gabart mène toujours, suivi de Joyon à une quarantaine de milles. Josse et Le Cléac'h annoncent leur abandon. Vers 21 h 30, Le Cléac'h est secouru par un bateau de pêche.
Le 7 novembre, vers 7 heures, Romain Pilliard (Remade-Use It Again), ayant cassé plusieurs chariots de grand-voile, se déroute vers La Corogne. Il n'y a pour l'heure que deux Ultime qui font route vers la Guadeloupe : le Macif de François Gabart, bateau de 2015, et l'Idec Sport de Francis Joyon, lancé en 2006. Gabart a creusé l'écart durant la nuit : au pointage de 7 h 45, dans l'ouest de Madère, il précède Joyon de 70 milles.

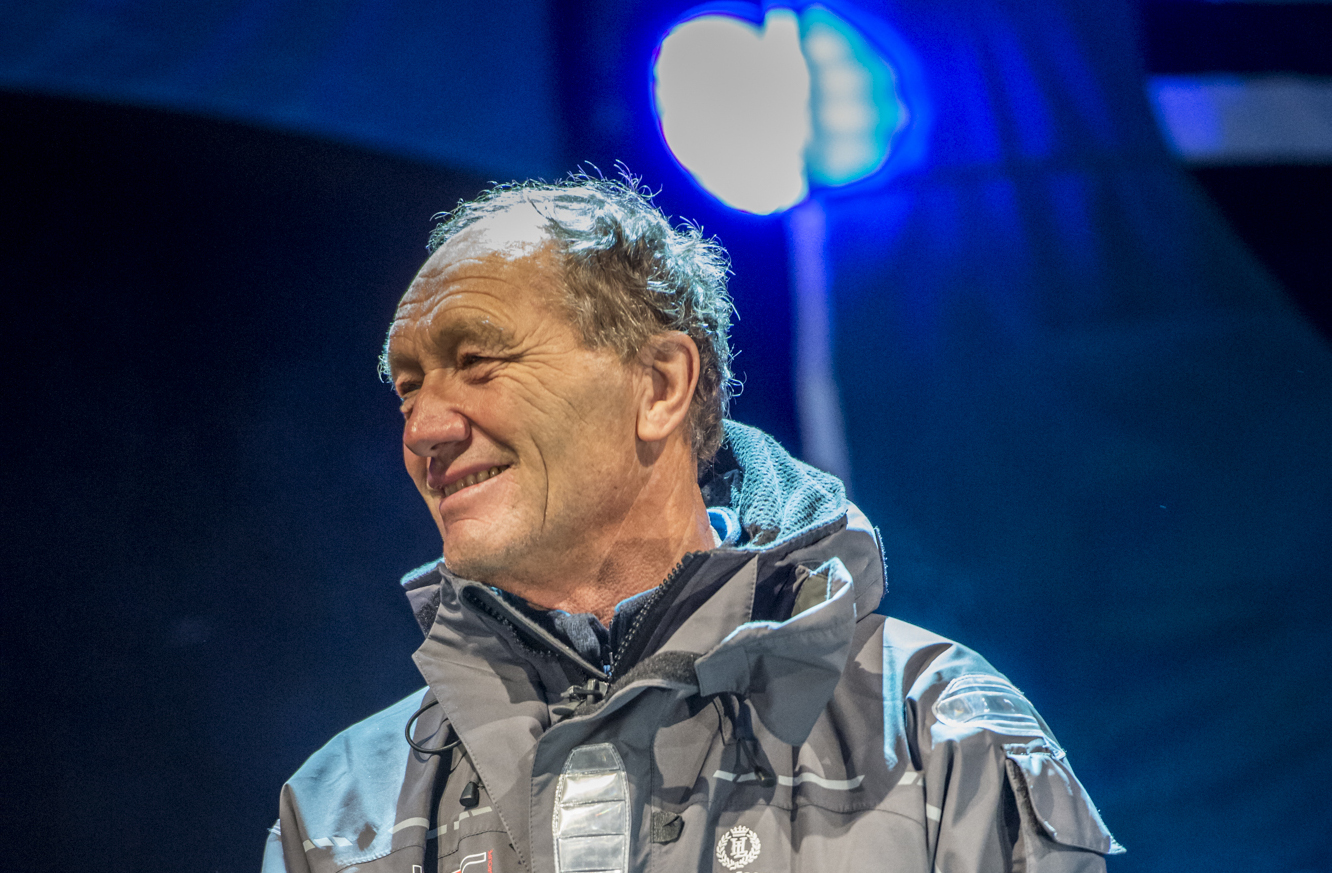
Francis Joyon.

Le 8 novembre, à 14 heures, Romain Pilliard (3e) reprend la mer. À 22 h 45, l'écart est de 138 milles entre les deux bateaux de tête.
Le 9 novembre, à 0 h 45, à 1 518 milles de l'arrivée, l'écart est de 140 milles. Il reste stable durant la journée, dans un long bord sud-ouest — Gabart marchant plus à l'ouest. Mais dans la soirée Joyon, qui a empanné avant Gabart, se trouve décalé 110 milles plus au nord et commence à réduire l'écart : à 23 h 45, Gabart n'a plus que 115 milles d'avance. Il est à 1 017 milles de Pointe-à-Pitre.
Le 10 novembre, les deux premiers franchissent le tropique du Cancer. À 23 h 45, Joyon est à 91 milles de Gabart. Celui-ci a encore 494 milles à parcourir.
Le 11 novembre, Coville (4e), ayant réparé, reprend la mer. À 16 h 45, à 76 milles de l'arrivée, Gabart n'a plus que 35 milles d'avance. À 17 h 25, un communiqué de l'équipe Macif révèle que depuis les deux premières nuits de course le bateau de Gabart est privé de son J3, de son foil tribord et de lattes de grand-voile ; et que le matin du 6 il a perdu son safran bâbord. « François Gabart, dit son équipe, a rencontré plus de problèmes handicapants en six jours de course qu'en 42 jours de tour du monde. » Entre 18 et 19 heures (heure de la métropole), Gabart passe la bouée de la Tête à l'Anglais. Il a une vingtaine de milles d'avance. À ce moment-là, il n'y a que 2 ou 3 nœuds de vent le long de la Côte-sous-le-vent. « Dans cette situation, dit Gildas Morvan, il peut y avoir un avantage pour le bateau poursuivant qui peut ajuster sa stratégie en fonction du leader, s’il s’aperçoit que celui-ci est scotché. » Devant Bouillante, Gabart maintient son avance de 20 milles. Il tombe alors dans les calmes. À 20 h 45, Joyon n'est plus qu'à 13 milles. Vers 23 heures, lorsque le soleil se couche, les deux concurrents sont presque à l'arrêt dans le dévent de la Soufrière : Gabart depuis plus d'une heure devant Vieux-Habitants, et Joyon 4 milles derrière lui, devant Bouillante. Avant le délicat passage de la bouée de Basse-Terre, l'écart se réduit à 0,5 mille.

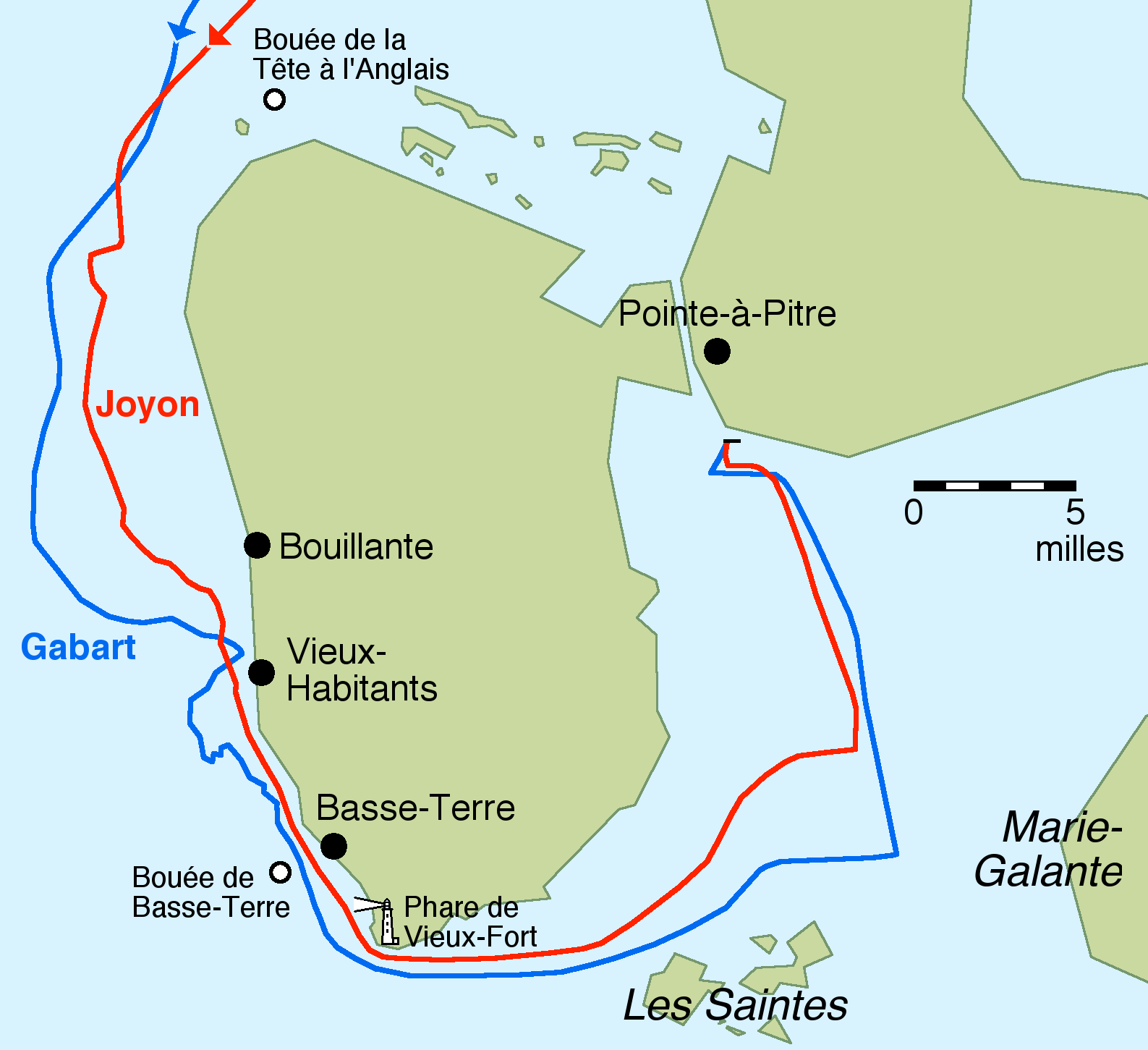
L'arrivée des deux premiers Ultime.

Le 12 novembre, Gabart touche enfin un peu de vent. Il passe la bouée à 0 h 27. Joyon la passe 17 minutes plus tard. La remontée du canal des Saintes est, selon Joyon, un moment décisif. Joyon rase le phare de Vieux-Fort, qui marque l'entrée du canal. Puis il continue à serrer la côte pour déjouer le courant descendant. De ce fait, il sort du canal mieux positionné que son rival (qui ne le précède que de 1,9 mille). Et, tandis que Gabart prolonge son bord plein est vers Marie-Galante, le vent tourne, permettant à Joyon d'incurver sa trajectoire un peu plus nord : au moment de virer vers la ligne, il est plus proche de celle-ci de 3,7 milles. « J’étais au près sur ce bord-là, dira Gabart. Mais c’est un classique en régate, celui qui passe derrière bénéficie d’une rotation de 20 ou 30 degrés et vous n’y pouvez rien… C’est le jeu. » À 12 milles de l'arrivée, Joyon prend la tête. Son avance est de 3 milles, lorsqu'il est ralenti par un cordage de casier emmêlé dans son safran tribord. Gabart se rapproche. À 2 heures, Joyon est à 10 milles de la ligne. Le vent tombe. Gabart se rapproche toujours. À 3 heures, Joyon ne mène plus que de 1 mille. À 2 milles de la ligne, le vent tombe à nouveau. Les deux bateaux sont au contact, Gabart un peu plus rapide sous son code zéro. Reste à effectuer un dernier virement vers la ligne. Voyant Macif plus rapide, Joyon prend le risque de virer tôt : « J’ai pensé que j’arrivais à passer la ligne et du coup j’ai viré. » Gabart vire 0,4 mille plus loin. À 1 mille de la ligne, Joyon ne mène que de 200 mètres. À 4 h 21, Francis Joyon, 62 ans, passe la ligne en vainqueur sur un Idec Sport vieux de douze ans dont c'est la troisième victoire dans la Route du Rhum. Détenu par Loïck Peyron depuis la précédente édition (7 jours, 15 heures, 8 minutes et 32 secondes), le temps de référence est battu : Joyon vient de parcourir 4 367 milles en 7 jours, 14 heures, 21 minutes et 47 secondes, soit une moyenne sur l'eau de 23,95 nœuds. Gabart, sur Macif, termine 7 minutes et 8 secondes plus tard.
Le 20 novembre, Thomas Coville sur Sodebo Ultim' termine 3e.
Le 26 novembre, Romain Pilliard sur Remade-Use It Again termine 4e. Deux Ultime ont abandonné.

### ClasseMulti50
| Classe Multi50 : multicoques de 50 pieds (6 inscrits) | Classe Multi50 : multicoques de 50 pieds (6 inscrits) | Classe Multi50 : multicoques de 50 pieds (6 inscrits) | Classe Multi50 : multicoques de 50 pieds (6 inscrits) | Classe Multi50 : multicoques de 50 pieds (6 inscrits) | Classe Multi50 : multicoques de 50 pieds (6 inscrits) | Classe Multi50 : multicoques de 50 pieds (6 inscrits) | Classe Multi50 : multicoques de 50 pieds (6 inscrits) | Classe Multi50 : multicoques de 50 pieds (6 inscrits) | Classe Multi50 : multicoques de 50 pieds (6 inscrits) | Classe Multi50 : multicoques de 50 pieds (6 inscrits) |
| Skipper/pays/âge/participations                       | Skipper/pays/âge/participations                       | Skipper/pays/âge/participations                       | Skipper/pays/âge/participations                       | Bateau/Class.t gé.ral/classe                          | Bateau/Class.t gé.ral/classe                          | Bateau/Class.t gé.ral/classe                          | Arrivée                                               | Arrivée                                               | Arrivée                                               |                                                       |
|                                                       |                                                       |                                                       |                                                       |                                                       |                                                       |                                                       | Date                                                  | Temps                                                 | Moyennes (nœuds)                                      |                                                       |
| ----------------------------------------------------- | ----------------------------------------------------- | ----------------------------------------------------- | ----------------------------------------------------- | ----------------------------------------------------- | ----------------------------------------------------- | ----------------------------------------------------- | ----------------------------------------------------- | ----------------------------------------------------- | ----------------------------------------------------- | ----------------------------------------------------- |
| Armel Tripon                                          | France                                                | 43 ans                                                | 2e                                                    | Reauté Chocolat                                       | 3e                                                    | 1re                                                   | 15 novembre 2018                                      | 11 j 7 h 32 min 40 s                                  | 13,04 / 16,80                                         |                                                       |
| Erwan Le Roux                                         | France                                                | 44 ans                                                | 3e                                                    | Fenêtréa - Mix Buffet                                 | 4e                                                    | 2e                                                    | 16 novembre 2018                                      | 12 j 1 h 9 min 12 s                                   | 12,25 / 15,69                                         |                                                       |
| Thibaut Vauchel-Camus                                 | France                                                | 39 ans                                                | 2e                                                    | Solidaires en Peloton - ARSEP                         | 5e                                                    | 3e                                                    | 16 novembre 2018                                      | 12 j 9 h 18 min 44 s                                  | 11,91 / 15,12                                         |                                                       |
| Gilles Lamiré                                         | France                                                | 48 ans                                                | 4e                                                    | La French Tech Rennes Saint-Malo                      | 11e                                                   | 4e                                                    | 18 novembre 2018                                      | 13 j 18 h 34 min 38 s                                 | 10,72 / 13,61                                         |                                                       |
| Thierry Bouchard                                      | France                                                | 59 ans                                                | 3e                                                    | Ciela Village                                         | 28e                                                   | 5e                                                    | 22 novembre 2018                                      | 18 j 6 h 6 min 8 s                                    | 8,08                                                  |                                                       |
| Lalou Roucayrol                                       | France                                                | 54 ans                                                | 3e                                                    | Arkema                                                | Abandon le 14 novembre (chavirage)                    | Abandon le 14 novembre (chavirage)                    | Abandon le 14 novembre (chavirage)                    | Abandon le 14 novembre (chavirage)                    | Abandon le 14 novembre (chavirage)                    |                                                       |

#### Course des Multi50

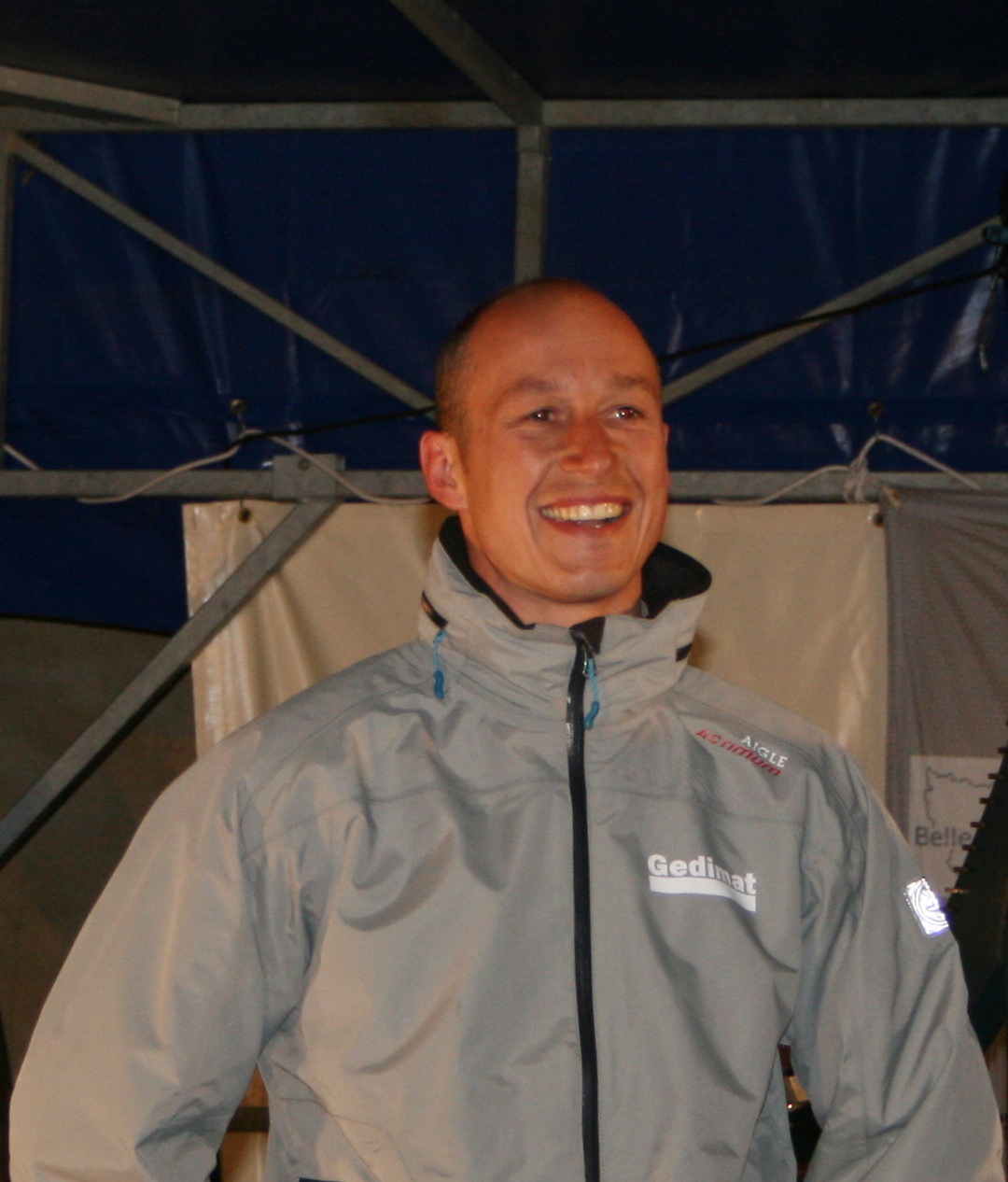
Armel Tripon.

Le 4 novembre, Armel Tripon (Reauté Chocolat) prend le meilleur départ des six Multi50, et double en tête le cap Fréhel. Erwan Le Roux (Fenêtréa-Mix Buffet, 3e) marque un arrêt à Roscoff pour colmater un début de voie d'eau au niveau du safran de coque centrale. Il perd quatre heures.
Le 5 novembre, dans le sud-ouest de Penmarc'h, les Multi50 se retrouvent piégés, certains quatre heures durant, au centre d'une dépression. La mer est formée, le vent absent. Lalou Roucayrol (Arkema), placé « au bon endroit par rapport aux grains », arrive le premier à toucher le flux de nord-ouest. Tirant au sud-ouest, il prend la tête et creuse un écart d'une quarantaine de milles. Le soir, les conditions de navigation se dégradent : « 55 nœuds de vent, 65 nœuds dans les rafales, avec une mer de face et des creux de cinq mètres… particulièrement difficiles pour ces trimarans de 50 pieds ».
Le 6 novembre, au milieu de la nuit, deux stratégies apparaissent. Roucayrol (1er) et Tripon (2e), toujours sur la route sud, doublent le cap Finisterre. Leurs quatre poursuivants optent pour la route nord, proche de l'orthodromie, donnée gagnante par les routages, mais plus exposée. Roucayrol se déroute vers Porto pour s'abriter. Tripon poursuit le long de la côte portugaise. Il exprime de la satisfaction : « Je voulais garder un bateau intact, et pour ça il fallait faire du sud et jouer sur les bons timings, je suis reparti un peu avant les autres et ça m’a permis d’être à l’heure au cap Finisterre. » En effet, une fois passé le cap, il a trouvé moins de vent et de mer. « Et je vais pouvoir récupérer un front moins violent que mes petits camarades au nord. »
Le 7 novembre, Roucayrol reprend la mer. Il est maintenant 6e.
Le 8 novembre, Thierry Bouchard (Ciela Village, 5e) casse son chariot de têtière de grand-voile. Il se déroute vers Cascais.

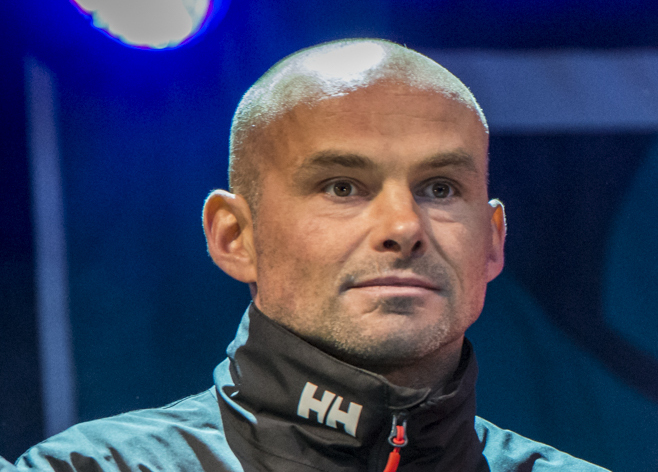
Erwan Le Roux.

Le 9 novembre, Thibaut Vauchel-Camus (Solidaires en peloton-Arsep) est en tête, avec 170 milles d'avance sur Tripon (2e). Il vient de déborder les  Açores, lorsqu'une partie du rail de grand-voile est arrachée, et l'anneau du chariot de têtière « explosé ». Il gagne Ponta Delgada pour réparer. Pendant ce temps, dans l'ouest des îles Canaries, Tripon touche un alizé de nord-est. Le navigateur fait route ouest, et prend la première place.
Le 10 novembre, Gilles Lamiré (La French Tech Rennes Saint-Malo, 3e) et Le Roux (4e) arrivent aux Açores. Vauchel-Camus reprend la mer. Le Roux, en panne de pilote automatique, fait lui aussi une escale technique à Ponta Delgada. Il repart le jour même.
Le 11 novembre, après réparation, Bouchard, maintenant 6e, quitte Cascais. Vauchel-Camus (2e), Lamiré (3e) et Le Roux (4e), les trois « nordistes », contournent par l'est la bulle anticyclonique pour toucher l'alizé.
Le  12 novembre, juste avant le tropique du Cancer, les trois nordistes recroisent avec Tripon et Roucayrol. En début de soirée, à 1 145 milles de l'arrivée, Tripon (1er) a une avance de quelque 400 milles sur Le Roux (2e). Vauchel-Camus est 3e, suivi de Roucayrol (4e) et de Lamiré (5e). Bouchard (6e à environ 1 100 milles de Lamiré) déborde Madère.
Le 14 novembre, Roucayrol (4e) chavire.

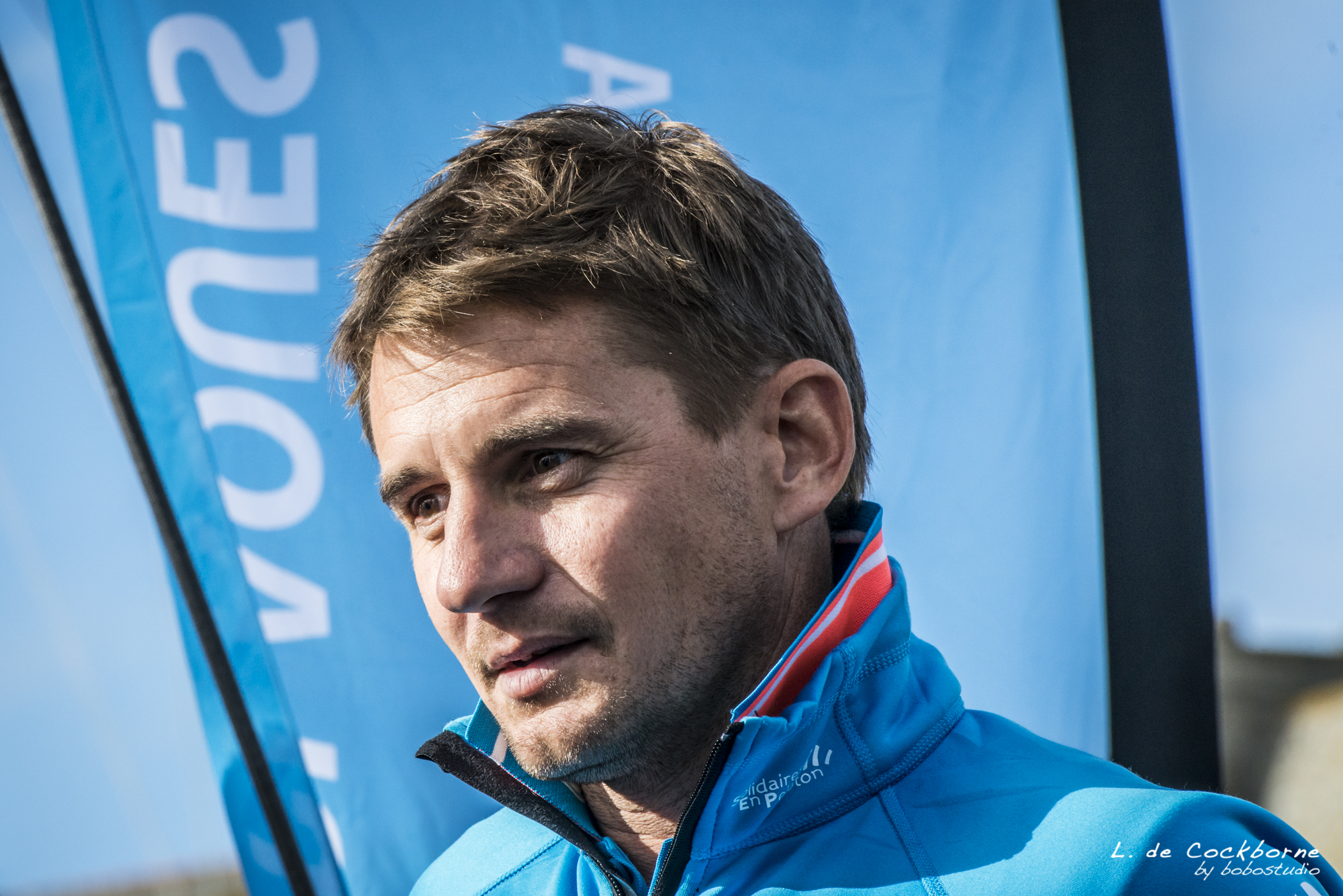
Thibaut Vauchel-Camus.

Le 15 novembre, à 21 h 32, après 11 jours, 7 heures, 32 minutes et 40 secondes de mer, Armel Tripon sur Reauté Chocolat franchit en vainqueur la ligne d'arrivée. Il vient de parcourir 4 563 milles, à la vitesse moyenne sur l'eau de 16,8 nœuds. Il termine après deux Ultime : c'est la première fois qu'un Multi50 se hisse sur le podium officieux « toutes catégories confondues ». 
Le 16 novembre, Roucayrol est secouru par Pierre Antoine, sur Olmix, le premier des Rhum Multi. À 12 h 9, Erwan Le Roux sur Fenêtréa-Mix Buffet termine 2e.
Le 17 novembre, Thibaut Vauchel-Camus sur Solidaires en peloton-Arsep termine 3e. 
Le 18 novembre, Gilles Lamiré sur La French Tech Rennes Saint-Malo termine 4e.
Le 22 novembre, Thierry Bouchard sur Ciela Village termine 5e. Un seul Multi50 a abandonné.

### ClasseIMOCA
| Classe IMOCA : monocoques de 60 pieds (20 inscrits) | Classe IMOCA : monocoques de 60 pieds (20 inscrits) | Classe IMOCA : monocoques de 60 pieds (20 inscrits) | Classe IMOCA : monocoques de 60 pieds (20 inscrits) | Classe IMOCA : monocoques de 60 pieds (20 inscrits) | Classe IMOCA : monocoques de 60 pieds (20 inscrits) | Classe IMOCA : monocoques de 60 pieds (20 inscrits) | Classe IMOCA : monocoques de 60 pieds (20 inscrits) | Classe IMOCA : monocoques de 60 pieds (20 inscrits) | Classe IMOCA : monocoques de 60 pieds (20 inscrits) | Classe IMOCA : monocoques de 60 pieds (20 inscrits) |
| Skipper/pays/âge/participations                     | Skipper/pays/âge/participations                     | Skipper/pays/âge/participations                     | Skipper/pays/âge/participations                     | Bateau/lancé/Class.t gé.ral/classe                  | Bateau/lancé/Class.t gé.ral/classe                  | Bateau/lancé/Class.t gé.ral/classe                  | Bateau/lancé/Class.t gé.ral/classe                  | Arrivée                                             | Arrivée                                             | Arrivée                                             |
|                                                     |                                                     |                                                     |                                                     |                                                     |                                                     |                                                     |                                                     | Date                                                | Temps                                               | Moyennes (nœuds)                                    |
| --------------------------------------------------- | --------------------------------------------------- | --------------------------------------------------- | --------------------------------------------------- | --------------------------------------------------- | --------------------------------------------------- | --------------------------------------------------- | --------------------------------------------------- | --------------------------------------------------- | --------------------------------------------------- | --------------------------------------------------- |
| Paul Meilhat                                        | France                                              | 36                                                  | 1re                                                 | SMA                                                 | 2011                                                | 6e                                                  | 1re                                                 | 17 novembre 2018                                    | 12 j 11 h 23 min 18 s                               | 11,83 / 14,87                                       |
| Yann Eliès                                          | France                                              | 44                                                  | 2e                                                  | Ucar - Saint Michel                                 | 2015                                                | 7e                                                  | 2e                                                  | 17 novembre 2018                                    | 12 j 13 h 38 min 30 s                               | 11,74 / 15,24                                       |
| Alex Thomson                                        | Royaume-Uni                                         | 44                                                  | 1re                                                 | Hugo Boss                                           | 2015                                                | 8e                                                  | 3e                                                  | 16 novembre 2018                                    | 12 j 23 h 10 min 58 s (dont 24 h de pénalité)       |                                                     |
| Vincent Riou                                        | France                                              | 46                                                  | 4e                                                  | PRB                                                 | 2010                                                | 9e                                                  | 4e                                                  | 17 novembre 2018                                    | 13 j 0 h 21 min 8 s                                 | 11,34 / 14,55                                       |
| Boris Herrmann                                      | Allemagne                                           | 37                                                  | 1re                                                 | Malizia II                                          | 2015                                                | 10e                                                 | 5e                                                  | 17 novembre 2018                                    | 13 j 3 h 47 min 30 s                                | 11,22 / 14,05                                       |
| Damien Seguin                                       | France                                              | 38                                                  | 3e                                                  | APICIL                                              | 2008                                                | 12e                                                 | 6e                                                  | 19 novembre 2018                                    | 14 j 18 h 55 min 2 s                                | 9,98 / 12,09                                        |
| Alan Roura                                          | Suisse                                              | 25                                                  | 2e                                                  | La Fabrique                                         | 2007                                                | 13e                                                 | 7e                                                  | 19 novembre 2018                                    | 15 j 2 h 25 min 37 s                                | 9,77 / 12,0                                         |
| Stéphane Le Diraison                                | France                                              | 42                                                  | 2e                                                  | Time for Oceans                                     | 2007                                                | 14e                                                 | 8e                                                  | 19 novembre 2018                                    | 15 j 2 h 30 min 20 s                                | 9,77 / 12,33                                        |
| Arnaud Boissières                                   | France                                              | 46                                                  | 3e                                                  | La Mie Câline - Artipôle                            | 2007                                                | 20e                                                 | 9e                                                  | 21 novembre 2018                                    | 16 j 12 h 8 min 42 s                                | 8,94 / 11,83                                        |
| Erik Nigon                                          | France                                              | 59                                                  | 3e                                                  | Vers un monde sans SIDA                             | 2006                                                | 26e                                                 | 10e                                                 | 21 novembre 2018                                    | 17 j 7 h 34 min 30 s                                | 8,52                                                |
| Ari Huusela                                         | Finlande                                            | 56                                                  | 2e                                                  | Ariel 2                                             | 2007                                                | 33e                                                 | 11e                                                 | 24 novembre 2018                                    | 19 j 13 h 31 min 5 s                                | 7,54                                                |
| Fabrice Amedeo                                      | France                                              | 40                                                  | 3e                                                  | Newrest - Art et Fenêtres                           | 2015                                                | 35e                                                 | 12e                                                 | 25 novembre 2018                                    | 20 j 20 h 9 min 42 s                                | 7,08                                                |
| Romain Attanasio                                    | France                                              | 41                                                  | 1re                                                 | Pure - Famille Mary                                 | 2007                                                | 54e                                                 | 13e                                                 | 27 novembre 2018                                    | 23 j 5 h 56 min 30 s                                | 6,35                                                |
| Manuel Cousin                                       | France                                              | 51                                                  | 1re                                                 | Groupe Setin                                        | 2007                                                | 57e                                                 | 14e                                                 | 30 novembre 2018                                    | 25 j 22 h 38 min 0 s                                | 5,69 / 7,61                                         |
| Alexia Barrier                                      | France                                              | 38                                                  | 1re                                                 | 4Myplanet                                           | 1998                                                | 63e                                                 | 15e                                                 | 1er décembre 2018                                   | 27 j 2 h 20 min 54 s                                | 5,45 / 7,66                                         |

| Classe IMOCA : monocoques de 60 pieds (5 abandons) | Classe IMOCA : monocoques de 60 pieds (5 abandons) | Classe IMOCA : monocoques de 60 pieds (5 abandons) | Classe IMOCA : monocoques de 60 pieds (5 abandons) | Classe IMOCA : monocoques de 60 pieds (5 abandons) | Classe IMOCA : monocoques de 60 pieds (5 abandons) | Classe IMOCA : monocoques de 60 pieds (5 abandons)                  | Classe IMOCA : monocoques de 60 pieds (5 abandons)                  | Classe IMOCA : monocoques de 60 pieds (5 abandons)                  | Classe IMOCA : monocoques de 60 pieds (5 abandons)                  | Classe IMOCA : monocoques de 60 pieds (5 abandons)                  |
| Concurrent/pays/âge/participations                 | Concurrent/pays/âge/participations                 | Concurrent/pays/âge/participations                 | Concurrent/pays/âge/participations                 | Bateau                                             | Bateau                                             | Incidents                                                           | Incidents                                                           | Incidents                                                           | Incidents                                                           | Incidents                                                           |
| -------------------------------------------------- | -------------------------------------------------- | -------------------------------------------------- | -------------------------------------------------- | -------------------------------------------------- | -------------------------------------------------- | ------------------------------------------------------------------- | ------------------------------------------------------------------- | ------------------------------------------------------------------- | ------------------------------------------------------------------- | ------------------------------------------------------------------- |
| Jérémie Beyou                                      | France                                             | 42                                                 | 3e                                                 | Charal                                             | 2018                                               | Abandon le 16 novembre (avarie : système d'alimentation en énergie) | Abandon le 16 novembre (avarie : système d'alimentation en énergie) | Abandon le 16 novembre (avarie : système d'alimentation en énergie) | Abandon le 16 novembre (avarie : système d'alimentation en énergie) | Abandon le 16 novembre (avarie : système d'alimentation en énergie) |
| Yannick Bestaven                                   | France                                             | 45                                                 | 3e                                                 | Maître CoQ                                         | 2006                                               | Abandon le 9 novembre (avarie : système hydraulique de quille)      | Abandon le 9 novembre (avarie : système hydraulique de quille)      | Abandon le 9 novembre (avarie : système hydraulique de quille)      | Abandon le 9 novembre (avarie : système hydraulique de quille)      | Abandon le 9 novembre (avarie : système hydraulique de quille)      |
| Sam Davies                                         | Royaume-Uni                                        | 44                                                 | 1re                                                | Initiatives Coeur                                  | 2010                                               | Abandon le 7 novembre (avarie : problème de structure)              | Abandon le 7 novembre (avarie : problème de structure)              | Abandon le 7 novembre (avarie : problème de structure)              | Abandon le 7 novembre (avarie : problème de structure)              | Abandon le 7 novembre (avarie : problème de structure)              |
| Isabelle Joschke                                   | Allemagne France                                   | 41                                                 | 1re                                                | Monin                                              | 2007                                               | Abandon le 10 novembre (avarie : mât brisé)                         | Abandon le 10 novembre (avarie : mât brisé)                         | Abandon le 10 novembre (avarie : mât brisé)                         | Abandon le 10 novembre (avarie : mât brisé)                         | Abandon le 10 novembre (avarie : mât brisé)                         |
| Louis Burton                                       | France                                             | 33                                                 | 3e                                                 | Bureau Vallée                                      | 2015                                               | Abandon le 6 novembre (avarie : voie d'eau)                         | Abandon le 6 novembre (avarie : voie d'eau)                         | Abandon le 6 novembre (avarie : voie d'eau)                         | Abandon le 6 novembre (avarie : voie d'eau)                         | Abandon le 6 novembre (avarie : voie d'eau)                         |

Faute de budget, François Guiffant renonce à prendre le départ sur IZO Sailing Team.

#### Course des Imoca

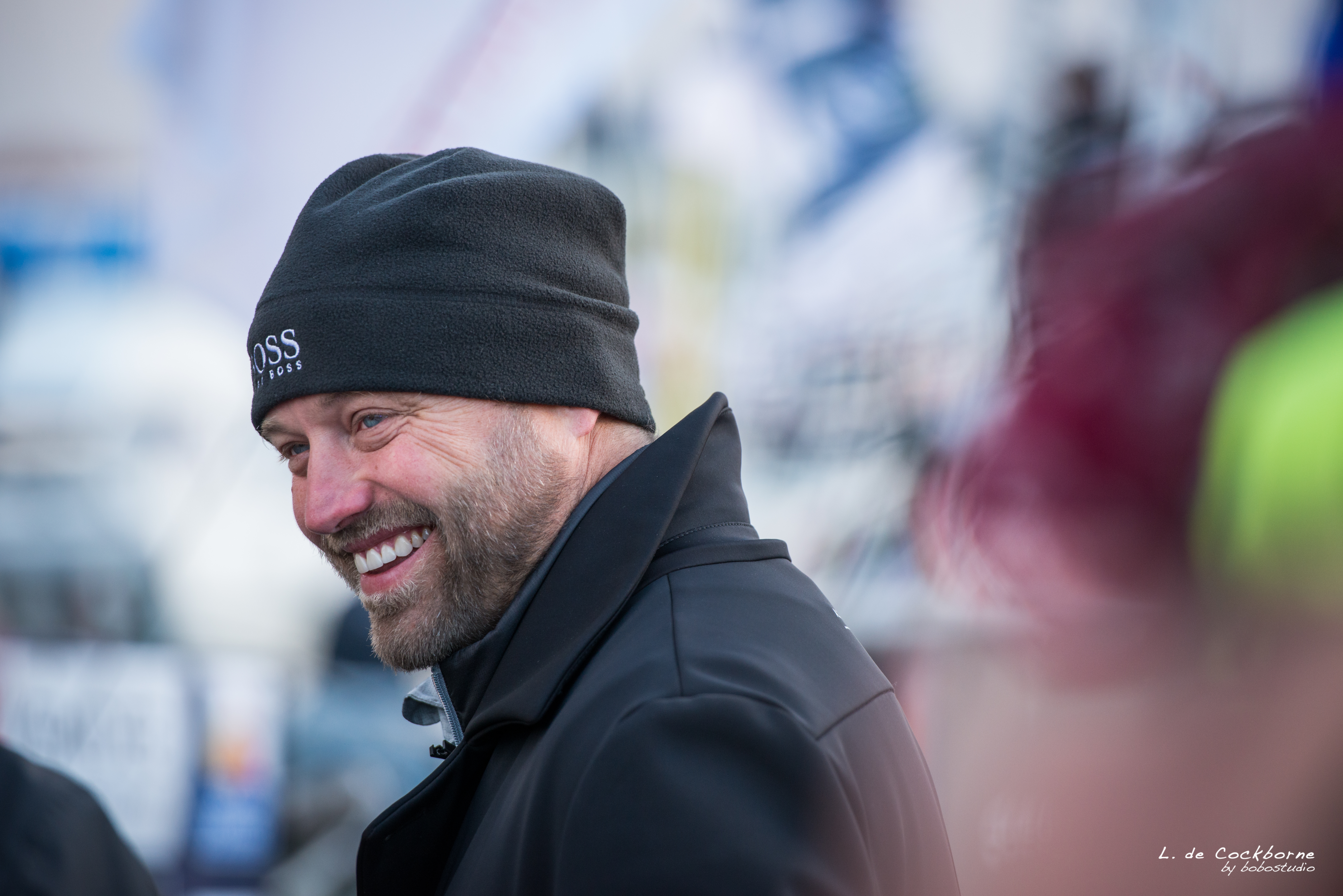
Alex Thomson.

Le 4 novembre, Paul Meilhat (SMA) prend le meilleur départ des 20 Imoca. Au cap Fréhel, Vincent Riou (PRB) mène devant Jérémie Beyou (Charal), Boris Herrmann (Malizia 2-Yacht Club de Monaco) et Yann Eliès (Ucar-Saint Michel). En débordant l'archipel des Sept Îles, Alex Thomson (Hugo Boss) prend la tête. Il est suivi de Beyou, de Riou et d'Eliès. Il les quitte bientôt : il tente une option nord, choisissant de contourner le rail d'Ouessant. En débordant Ouessant, Louis Burton (Bureau Vallée, 5e) constate une voie d'eau au niveau d'un puits de foil. Il fait demi-tour vers Roscoff.
Le 5 novembre, avant le lever du jour, Beyou (alors 2e) est victime d'une avarie de barre. Il se déroute vers Lorient. Les dix premiers poursuivants de Thomson sont groupés : Fabrice Amedeo (Newrest-Art et Fenêtres, 2e) est à 2 milles, et Alan Roura (La Fabrique, 11e) à 8 milles. Mais ils doivent négocier une zone complexe : un talweg (l'excroissance d'une dépression). Thomson, que son option a décalé à l'ouest, est moins affecté par cette difficulté. Certains, comme Riou (3e), Meilhat (4e) et Roura, font le bon choix en tirant tout droit. D'autres, comme Eliès (9e), Herrmann (6e) et Samantha Davies (Initiatives-Cœur, 8e), virent de bord, et se font distancer. À la mi-journée, après 23 heures de course, Thomson, calé au nord-ouest sur l'orthodromie, est toujours en tête. Il est suivi de Riou (2e) et de Meilhat (3e) à quelque 21 milles. Roura est 4e, à 52 milles. Eliès (5e) est maintenant à 82 milles, Davies (9e) à 98 milles et Herrmann (12e) à 99 milles. Manuel Cousin (Groupe Setin, 17e) se déroute vers Camaret pour réparer une fixation de safran. Alexia Barrier (4myplanet, 15e) se déroute vers Concarneau pour réparer son capteur aérien. Dans la soirée, Eliès prend la 4e place à Roura.

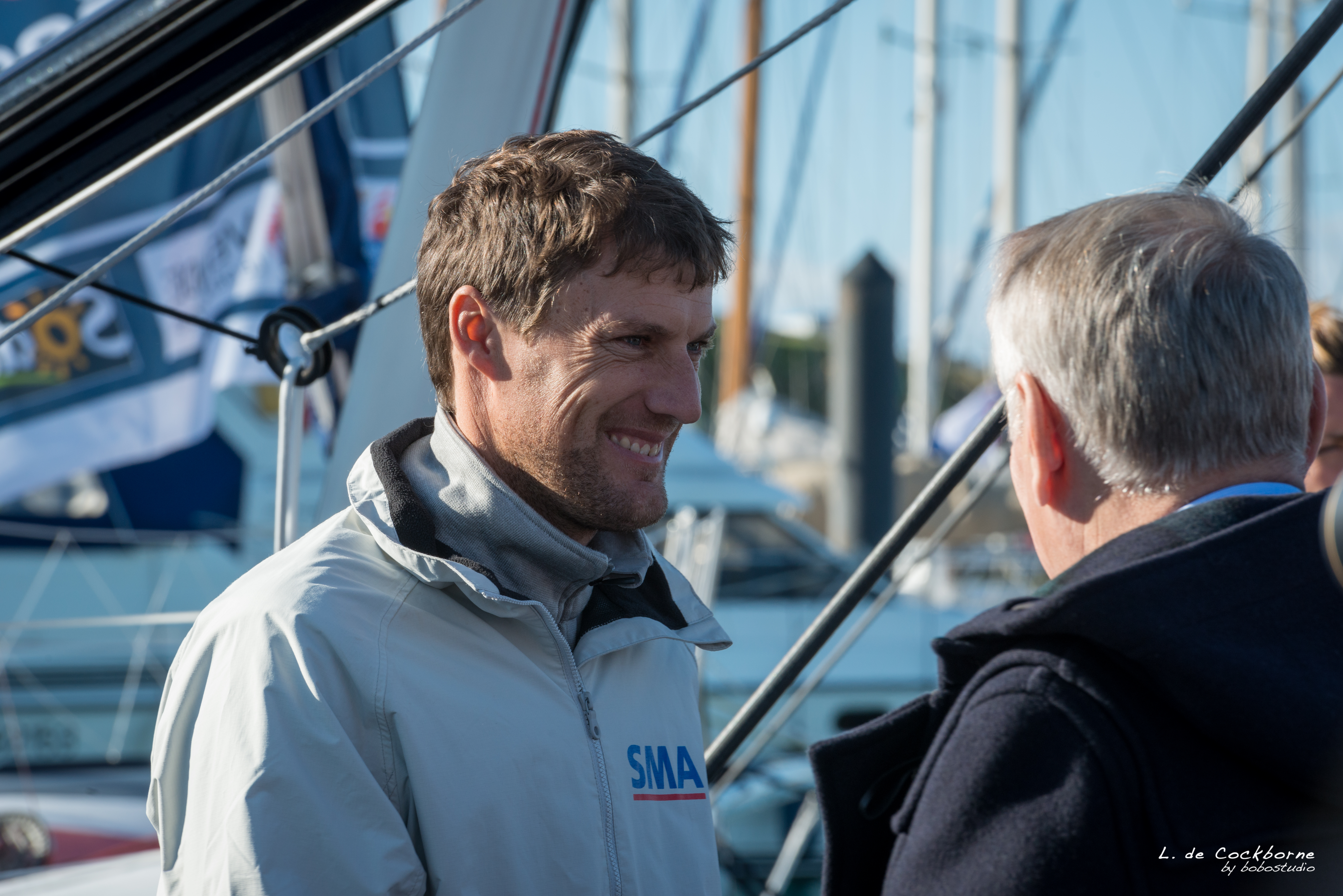
Paul Meilhat.

Le 6 novembre, la flotte est secouée par une violente tempête, avec une mer « particulièrement forte et surtout « croisée » ». Isabelle Joschke (Monin, 8e) démâte. Elle fait route vers Lorient. Romain Attanasio (Pure-Famille Mary, 15e), qui a déchiré son J3 et rompu son hook de grand-voile, se déroute vers Port-la-Forêt. Amedeo (10e) se déroute vers Cascais pour réparer son bout-dehors brisé. Yannick Bestaven (Maître CoQ, 8e) se déroute vers Cascais pour réparer son hook de chariot de grand-voile. Davies (7e), confrontée à un problème structurel sur la coque, se déroute vers Lorient. Dans la soirée, Meilhat prend la 2e place à Riou. Celui-ci a ralenti, sans en donner la raison.
Le 7 novembre, Herrmann (6e) s'est décalé au nord-ouest, plus près de l'orthodromie, ce qui le fait grimper virtuellement dans le classement. Il prend la 5e place à Roura. Le vent mollit. Même si la mer reste forte, les bateaux les plus au sud en ont fini avec le mauvais temps — ce qui n'est pas le cas de l'arrière de la flotte, promis à une nouvelle perturbation. L'option nord de Thomson s'est révélée la bonne jusqu'ici. Mais ce chemin le plus court signifie vent soutenu et mer forte. Les routages donnent la route nord gagnante sans tenir compte de l'état de la mer, qui empêche le navigateur de suivre la cadence estimée. Dans la nuit, Thomson abandonne cette route nord. Il préfère perdre une partie de son avance, qui est alors de plus de 90 milles. Il a confiance en Hugo Boss, dont la vitesse au portant lui permettra de faire la différence dans l'alizé. Durant toute la journée, Thomson infléchit sa trajectoire plein sud afin de contourner l'anticyclone des Açores par l'est. Sa route se rapproche peu à peu de celle du tandem Meilhat-Riou. Dans la soirée, Hugo Boss bat son record « personnel » de vitesse : 38,5 nœuds. Herrmann reste au nord. Il prend la 4e place à Eliès.

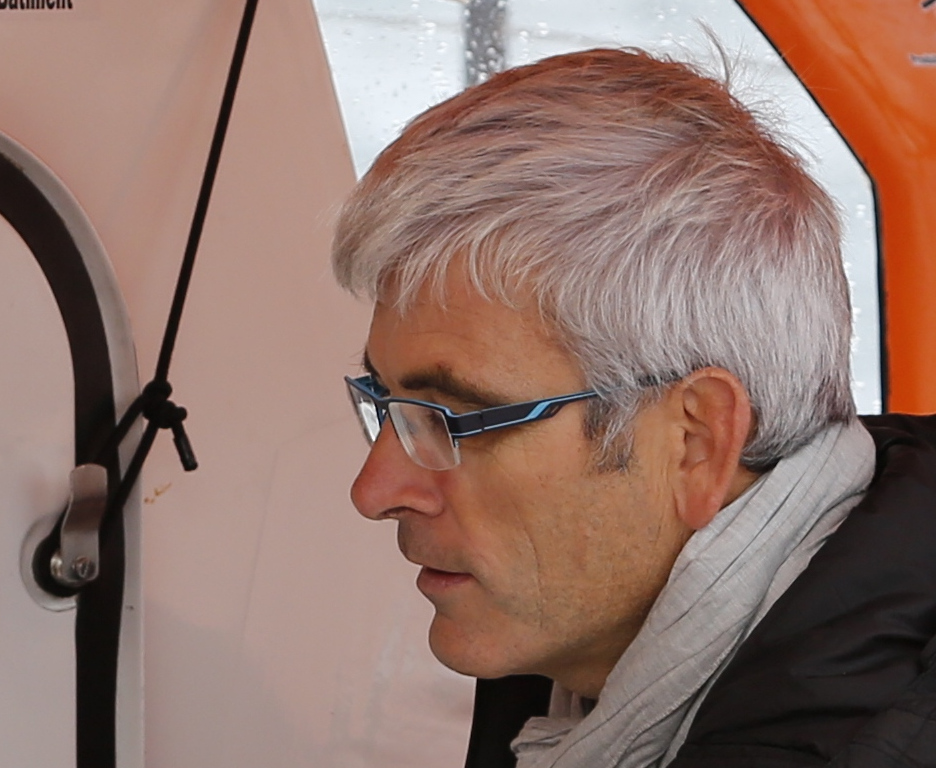
Vincent Riou.

Le 8 novembre, Herrmann prend la 3e place à Riou, puis la 2e à Meilhat. Après une escale à Cascais pour réparer, Bestaven reprend la mer. Herrmann décide d'aller au bout de son idée : « Je n’ai pas trop le choix, il faut que je poursuive la route que j’ai commencée. » Thomson passe en même temps que Meilhat et Riou par le travers de Madère. Plus à l'ouest, il conserve la première place.
Le 9 novembre, à la suite d'une nouvelle avarie, Bestaven (12e) est contraint à l'abandon. À l'ouest des îles Canaries, Thomson, Meilhat et Riou, suivis d'Eliès (5e) à quelque distance, touchent l'alizé, de secteur nord-est, encore assez faible. Ils empannent et font route ouest. Derrière ce groupe, la porte s'est refermée pour un trio de poursuivants composé de Stéphane Le Diraison (Time for Oceans, 6e), d'Alan Roura (7e) et de Damien Seguin (Apicil, 8e). L'anticyclone en effet s'étale le long du 32e parallèle. Une dorsale le prolonge jusqu'au nord du Maroc. Herrmann semble bien pris au piège, même s'il vient de figurer dix heures durant à la première place d'un classement qu'il juge lui-même « pas très réaliste ». Il tire des bords vers l'ouest dans l'espoir de trouver une porte.
Le 10 novembre, Herrmann, toujours vent debout, rétrograde à la 4e place. Mais les choses vont un peu mieux pour lui : l'anticyclone se rétracte au sud-ouest, lui permettant de tirer dans le sud. Pendant ce temps, Hugo Boss démontre qu'il a été conçu pour le portant. Son avance sur le SMA de Meilhat, descendue la veille jusqu'à 20 milles, est maintenant de plus de 70 milles. Riou, en revanche, se tient modestement à sa 3e place. PRB est pourtant le plus léger de la flottille des Imoca, et doté de foils de dernière génération. Depuis un moment déjà, les observateurs s'interrogent sur ce qui peut bien l'empêcher d'exprimer son potentiel. Ayant réparé, Amedeo quitte Cascais. Il est 12e.

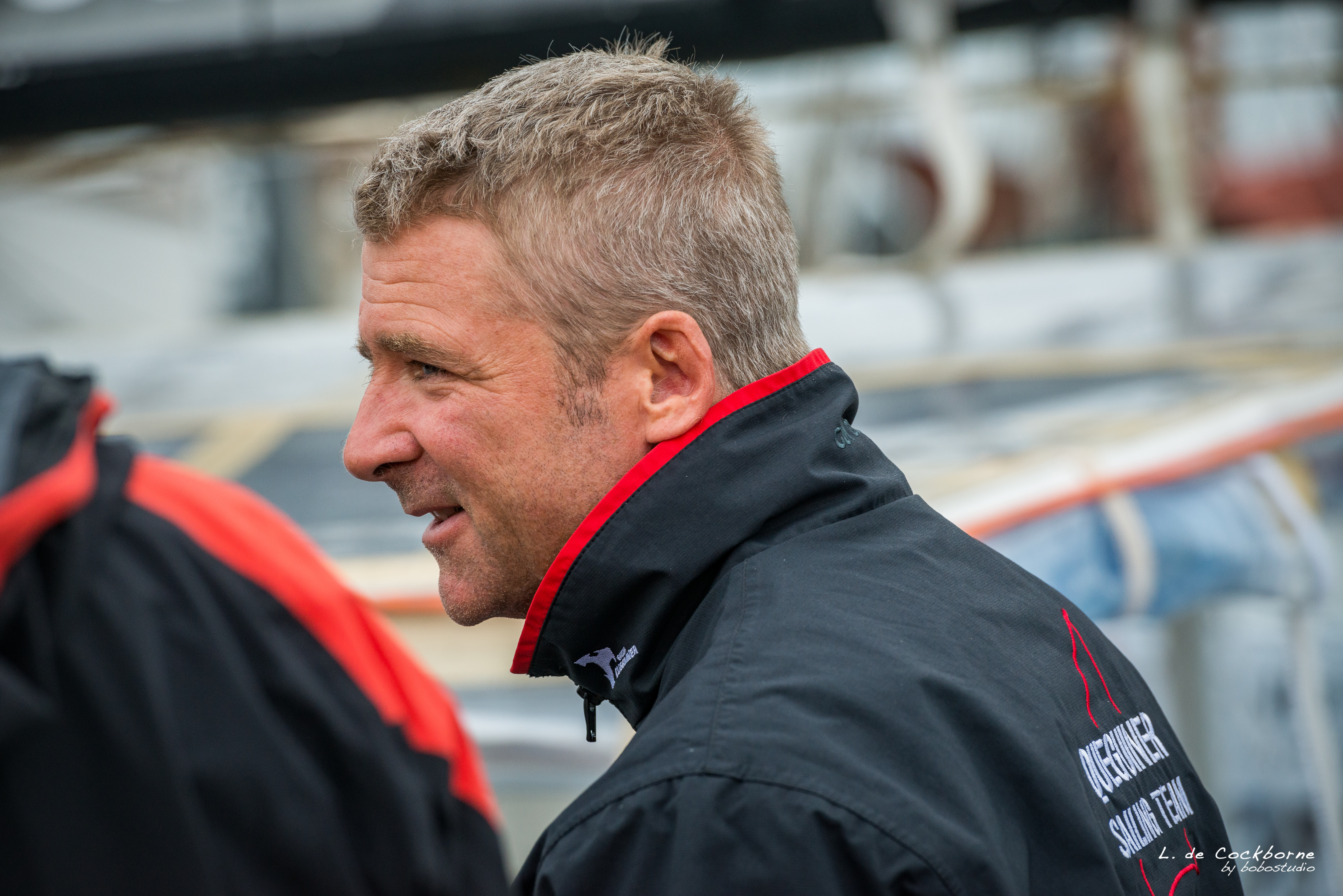
Yann Eliès.

Le 11 novembre, Meilhat, sur son bateau à dérives droites, voit avec dépit le vent forcir, ce qui devrait être propice aux foilers de Thomson et de Riou. Pour Herrmann, le passage de la dorsale se sera fait sans encombre. Il est certes redescendu en 5e position, mais il touche le portant, et il trace au sud-ouest pour recroiser avec le quatuor de tête. À l'inverse, pour Roura, Le Diraison et Seguin, le passage de la dorsale — qui descendait en même temps qu'eux — aura été une interminable épreuve. Le 7 novembre, avant qu'il ne prenne son option nord, Herrmann était avec eux. Il est 447 milles devant. Quant à Thomson, il précède maintenant Meilhat de 92 milles.
Le 12 novembre, Herrmann, toujours 5e, s'inscrit dans le sillage des premiers. L'alizé tourne de nord-est à est. Au fil de la journée, les cinq premiers empannent tour à tour et font cap au sud-ouest. Le temps s'est calmé dans le golfe de Gascogne. Les concurrents qui avaient relâché en Bretagne en début de course peuvent repartir. Cousin (13e), Attanasio (14e), Beyou (15e) et Barrier (16e) reprennent la mer. Le groupe des quatre premiers franchit le tropique du Cancer. Le soir, Thomson a 161 milles d'avance sur Meilhat. Riou suit, à 23 milles de Meilhat. Eliès avait été lâché par le groupe de tête dès le lendemain du départ. Aux Canaries, son retard sur Riou était de 80 milles. Mais, dans l'alizé, une option sud lui a permis de revenir au contact. Il n'est plus à présent qu'à 14 milles de Riou. Herrmann (5e) est plus loin, à 74 milles d'Eliès.

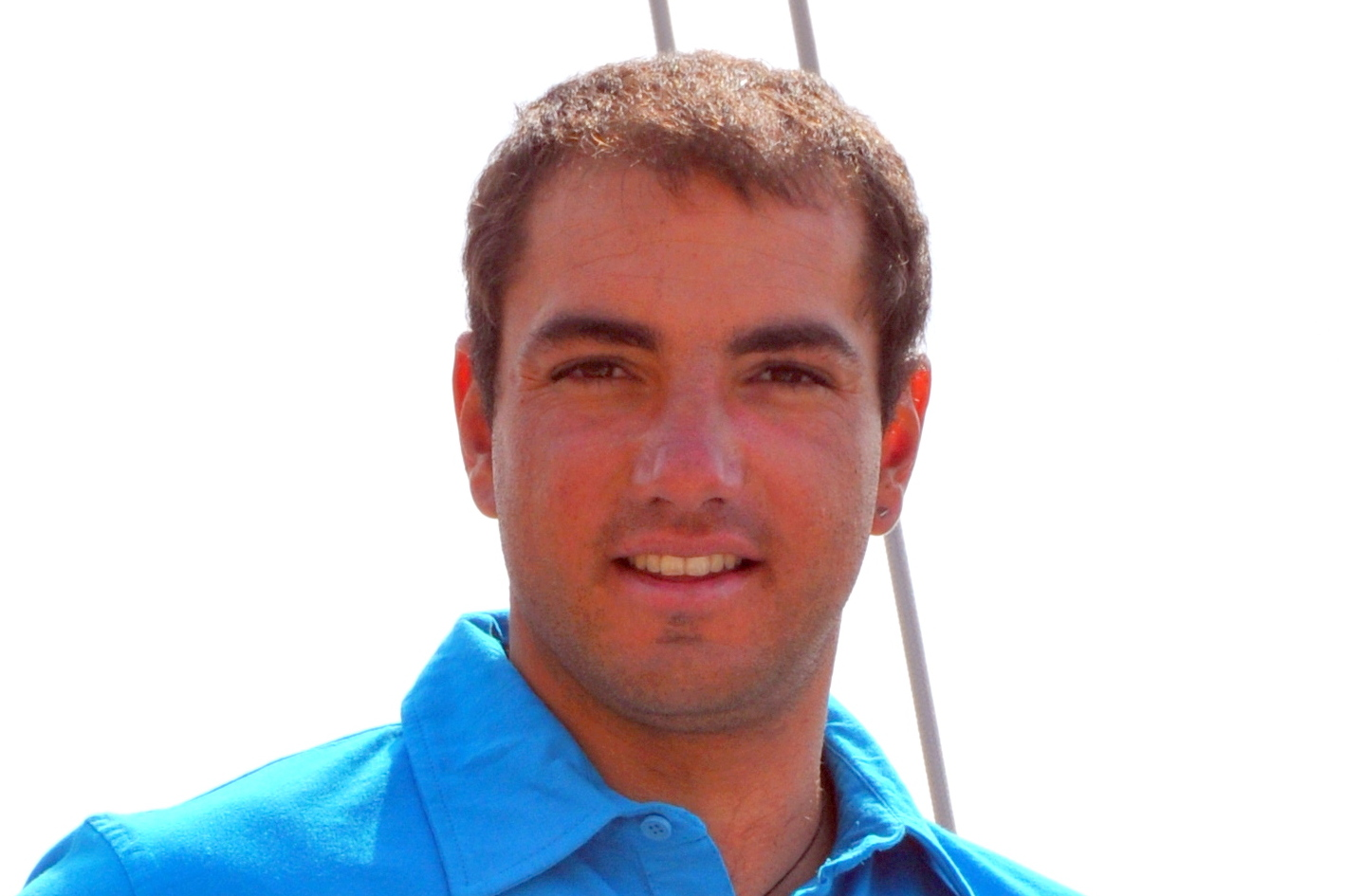
Damien Seguin.

Le 13 novembre, dans le trio de bateaux anciens qui suit Herrmann, la lutte est serrée. Seguin est maintenant 6e devant Roura. Le Diraison est 8e. Beyou (15e), victime d'une panne du système d'alimentation en énergie, fait demi-tour sur Lorient. L'avance de Thomson sur Meilhat atteint 197 milles.
Le 14 novembre, en fin de nuit, PRB sous spinnaker décroche, se couche, dévie brutalement de sa trajectoire, à plusieurs reprises. L'incident est lié à ce qui handicape Riou depuis la deuxième nuit de mer, et qu'il révèle enfin : sa centrale de navigation a été endommagée, peut-être par la foudre. En mode « vent », le pilote automatique n'obtient plus les informations de vent qui lui permettaient d'optimiser la trajectoire. Se rabattant sur le mode « compas » — bien moins performant, surtout au portant —, Riou s'use à régler en permanence le pilote. Il ne peut dormir que par tranches de dix minutes. Eliès lui prend la 3e place. Thomson a 211 milles d'avance sur Meilhat.
Le 16 novembre, à 2 h 45 (heure de la métropole), à 67 milles de l'arrivée, Thomson a 231 milles d'avance sur Meilhat, lorsqu'il talonne à la Pointe à Claude, près de la pointe de la Grande Vigie, au nord de Grande-Terre. Il se dégage au moteur. Il replombe l'arbre d'hélice et remet à la voile à 4 h 15. Il franchit la ligne d'arrivée à 13 h 10 (heure de la métropole) après 11 jours, 23 heures, 10 minutes et 58 secondes de course. Il a parcouru 4 713 milles, à 16,4 nœuds de moyenne sur l'eau (12,33 nœuds, sur le parcours théorique de 3 542 milles). Mais le jury lui inflige une pénalité de 24 heures pour avoir eu recours à son moteur. Son temps officiel est donc de 12 jours, 23 heures, 10 minutes et 58 secondes. En arrivant à la Tête à l'Anglais à 18 h 44, Meilhat n'a que 14 milles d'avance sur Eliès. Deux heures plus tard, après Bouillante, à 31 milles de l'arrivée, les brises fugaces de la Côte-sous-le-vent ont fait fondre cette avance à 3,4 milles. Tout paraît possible. Cependant, Meilhat gère parfaitement le passage de la bouée de Basse-Terre, et peut se redonner de l'avance dans le canal des Saintes.

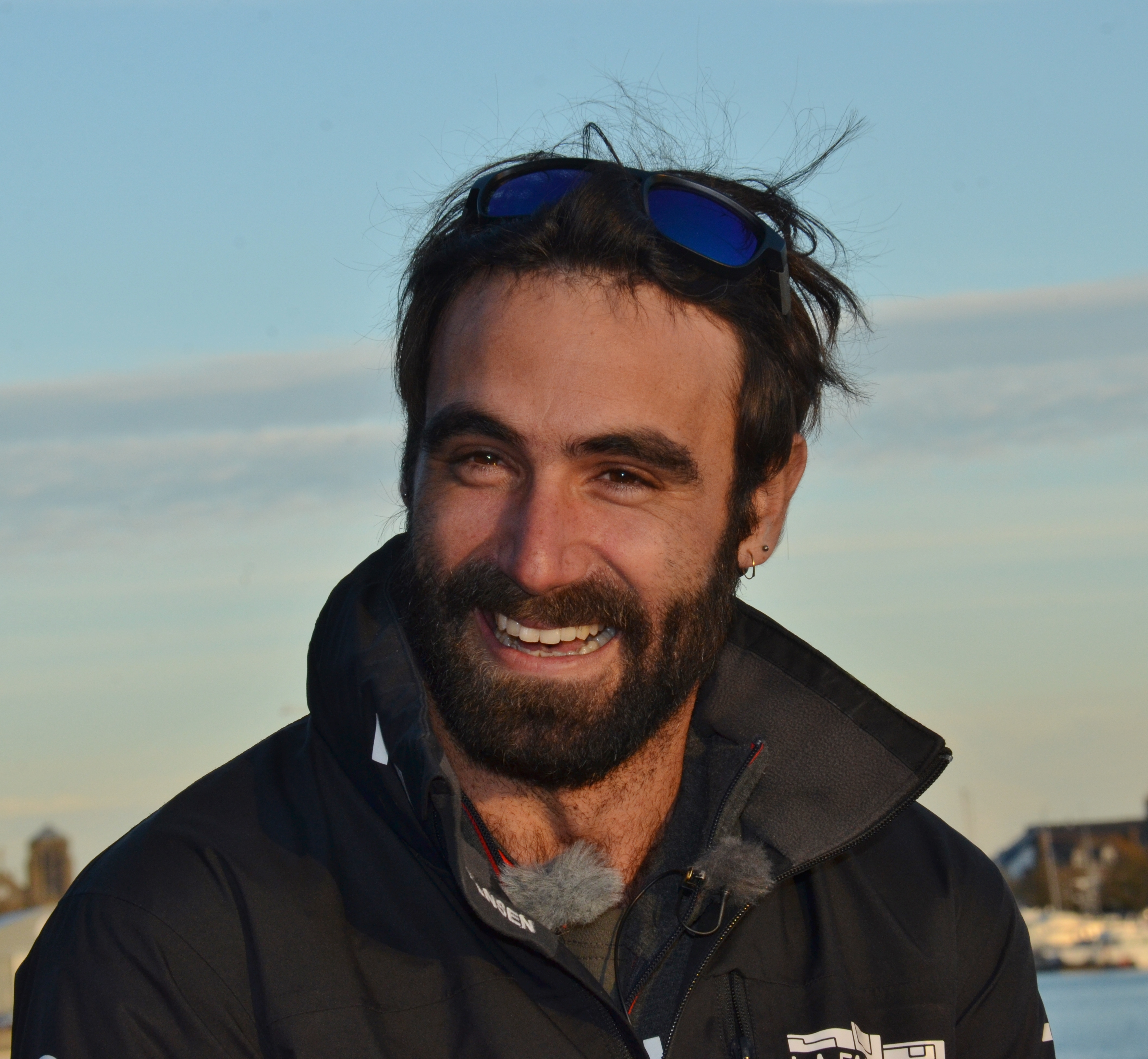
Alan Roura, la veille du départ.

Le 17 novembre, Meilhat, sur SMA, bateau à dérives droites lancé en 2011, franchit la ligne en vainqueur à 1 h 23 (heure de métropole), après 12 jours, 11 heures, 23 minutes et 18 secondes de course. Il a parcouru 4 451 milles, à 14,87 nœuds de moyenne sur l'eau (11,83 nœuds, sur le parcours théorique). Eliès, sur Ucar-Saint Michel, termine 2e, à 3 h 38, après 12 jours, 13 heures, 38 minutes et 30 secondes de course. Riou, à 10 h 44, à 28 milles de la ligne, se trouve dans une situation inconfortable : il doit arriver avant 13 h 10 pour se placer avant Thomson, et il est talonné par Herrmann, à 12 milles. Porté par des vents « poussifs », il arrive à 14 h 21. Thomson sur Hugo Boss prend donc la 3e place, et Riou, sur PRB, la 4e. Herrmann, sur Malizia 2-Yacht Club de Monaco, termine 5e à 17 h 47.
Le 19 novembre, lorsque Seguin (6e) amorce son tour de la Guadeloupe, Roura le suit à 58 milles et Le Diraison à 69 milles. Seguin réussit à se maintenir à distance. Mais Roura est rattrapé par Le Diraison à l'approche de l'île. Les deux hommes s'échangent plusieurs fois la 7e place. À 8 h 55, Damien Seguin, sur Apicil, bateau à dérives droites lancé en 2008, termine à la 6e place. Le Diraison négocie mieux que Roura le passage de la bouée de Basse-Terre. En embouquant le canal des Saintes, il a 2 milles d'avance. Au sortir du canal, il a 3 milles d'avance. Il vire bâbord le long de la côte. Puis il tire un bord vers Marie-Galante pour aller chercher le vent. À 12 milles de la ligne, Roura l'imite, mais contre-vire beaucoup plus court, prenant l'intérieur, tandis que Le Diraison s'emberlificote dans quantité de problèmes en voulant contre-virer. Roura en profite et prend l'avantage sur le dernier bord. À 6,7 milles de la ligne, il a 1 mille d'avance. À 16 h 25, Alan Roura, sur La Fabrique, termine 7e. À 16 h 30, Stéphane Le Diraison, sur Time for Oceans, termine 8e. L'écart entre les deux bateaux est de 4 minutes et 43 secondes.
Le 21 novembre, à 2 h 8, Arnaud Boissières, sur La Mie câline-Artipôle, termine 9e. À 21 h 34, Erik Nigon, sur Vers un monde sans sida, termine 10e.
Le 24 novembre, à 3 h 31, Ari Pekka Huusela, sur Ariel 2, termine 11e.
Le 25 novembre, à 10 h 9, Fabrice Amedeo sur Newrest-Art et Fenêtres termine 12e.
Le 27 novembre, à 19 h 56, Romain Attanasio sur Pure-Famille Mary termine 13e.
Le 30 novembre, à 12 h 38, Manuel Cousin sur Groupe Setin termine 14e.
Le 1er décembre, à 16 h 20, Alexia Barrier termine 15e sur 4myplanet, bateau lancé en 1998, le plus ancien de la flottille Imoca. Cinq Imoca ont abandonné.

### Class40
| Class40 : monocoques 40 pieds (53 inscrits) | Class40 : monocoques 40 pieds (53 inscrits) | Class40 : monocoques 40 pieds (53 inscrits) | Class40 : monocoques 40 pieds (53 inscrits) | Class40 : monocoques 40 pieds (53 inscrits) | Class40 : monocoques 40 pieds (53 inscrits) | Class40 : monocoques 40 pieds (53 inscrits) | Class40 : monocoques 40 pieds (53 inscrits) | Class40 : monocoques 40 pieds (53 inscrits) | Class40 : monocoques 40 pieds (53 inscrits) |
| Skipper/pays/âge/participations             | Skipper/pays/âge/participations             | Skipper/pays/âge/participations             | Skipper/pays/âge/participations             | Bateau/Class.t gé.ral/classe                | Bateau/Class.t gé.ral/classe                | Bateau/Class.t gé.ral/classe                | Arrivée                                     | Arrivée                                     | Arrivée                                     |
|                                             |                                             |                                             |                                             |                                             |                                             |                                             | Date                                        | Temps                                       | Moyennes (nœuds)                            |
| ------------------------------------------- | ------------------------------------------- | ------------------------------------------- | ------------------------------------------- | ------------------------------------------- | ------------------------------------------- | ------------------------------------------- | ------------------------------------------- | ------------------------------------------- | ------------------------------------------- |
| Yoann Richomme                              | France                                      | 35 ans                                      | 1re                                         | Veedol                                      | 16e                                         | 1re                                         | 20 novembre 2018                            | 16 j 3 h 22 min 44 s                        | 9,14 / 11,12                                |
| Aymeric Chappellier                         | France                                      | 37 ans                                      | 1re                                         | Aïna enfance & avenir                       | 19e                                         | 2e                                          | 21 novembre 2018                            | 16 j 11 h 16 min 15 s                       | 8,96 / 11,19                                |
| Phil Sharp                                  | Royaume-Uni                                 | 37 ans                                      | 2e                                          | Imerys Clean Energy                         | 21e                                         | 3e                                          | 21 novembre 2018                            | 16 j 13 h 1 min 50 s                        | 8,92 / 11,30                                |
| Arthur Le Vaillant                          | France                                      | 31 ans                                      | 1re                                         | Leyton                                      | 22e                                         | 4e                                          | 21 novembre 2018                            | 17 j 3 h 55 min 7 s                         | 8,60 / 11,12                                |
| Kito de Pavant                              | France                                      | 57 ans                                      | 3e                                          | Made In Midi                                | 23e                                         | 5e                                          | 21 novembre 2018                            | 17 j 4 h 49 min 47 s                        | 8,58 / 10,92                                |
| Luke Berry                                  | Royaume-Uni                                 | 31 ans                                      | 1re                                         | Lamotte Module Création                     | 24e                                         | 6e                                          | 21 novembre 2018                            | 17 j 6 h 51 min 30 s                        | 8,54 / 11,10                                |
| Antoine Carpentier                          | France                                      | 43 ans                                      | 1re                                         | Beyond the seas                             | 27e                                         | 7e                                          | 21 novembre 2018                            | 18 j 0 h 11 min 36 s                        | 8,19                                        |
| Jack Trigger                                | Royaume-Uni                                 | 24 ans                                      | 1re                                         | Concise 8                                   | 29e                                         | 8e                                          | 22 novembre 2018                            | 18 j 6 h 18 min 2 s                         | 8,08                                        |
| Olivier Cardin                              | France                                      | 48 ans                                      | 1re                                         | Région Normandie                            | 32e                                         | 9e                                          | 23 novembre 2018                            | 19 j 3 h 49 min 23 s                        | 7,70                                        |
| Jean-Baptiste Daramy                        | France                                      | 37 ans                                      | 1re                                         | Chocolats Pariès Coriolis Composites        | 34e                                         | 10e                                         | 24 novembre 2018                            | 20 j 4 h 6 min 20 s                         | 7,32                                        |
| Loïc Fequet                                 | France                                      | 44 ans                                      | 2e                                          | Tibco                                       | 36e                                         | 11e                                         | 25 novembre 2018                            | 20 j 22 h 18 min 50 s                       | 7,05 / 9,34                                 |
| Michael Hennessy                            | États-Unis                                  | 52 ans                                      | 1re                                         | Dragon                                      | 37e                                         | 12e                                         | 25 novembre 2018                            | 21 j 3 h 18 min 46 s                        | 6,98 / 8,29                                 |
| Miranda Merron                              | Royaume-Uni                                 | 49 ans                                      | 3e                                          | Campagne de France                          | 41e                                         | 13e                                         | 25 novembre 2018                            | 21 j 8 h 10 min 32 s                        | 6,92                                        |
| Jonas Gerckens                              | Belgique                                    | 38 ans                                      | 1re                                         | Volvo                                       | 42e                                         | 14e                                         | 25 novembre 2018                            | 21 j 9 h 55 min 15 s                        | 6,89 / 8,99                                 |
| Arthur Hubert                               | France                                      | 26 ans                                      | 1re                                         | Espoir pour un Rhum                         | 43e                                         | 15e                                         | 25 novembre 2018                            | 21 j 9 h 56 min 56 s1                       | 6,90 / 8,95                                 |
| William Mathelin Moreaux                    | France                                      | 24 ans                                      | 1re                                         | Beijaflore                                  | 45e                                         | 16e                                         | 26 novembre 2018                            | 21 j 18 h 52 min 23 s2                      | 6,80 / 8,34                                 |
| Arnt Bruhns                                 | Allemagne                                   | 49 ans                                      | 1re                                         | Iskareen                                    | 47e                                         | 17e                                         | 26 novembre 2018                            | 21 j 20 h 18 min 7 s                        | 6,76 / 8,21                                 |
| Robin Marais                                | France                                      | 32 ans                                      | 1re                                         | Ma chance moi aussi                         | 48e                                         | 18e                                         | 26 novembre 2018                            | 22 j 3 h 21 min 17 s                        | 6,67 / 8,46                                 |
| Louis Duc                                   | France                                      | 35 ans                                      | 2e                                          | Carac                                       | 49e                                         | 19e                                         | 26 novembre 2018                            | 22 j 6 h 2 min 48 s                         | 6,63 / 8,62                                 |
| Rodolphe Sepho                              | France                                      | 32 ans                                      | 2e                                          | Rêve de Large                               | 51e                                         | 20e                                         | 27 novembre 2018                            | 22 j 10 h 38 min 40 s                       | 6,58 / 7,98                                 |
| Mikael Ryking                               | Suède                                       | 47 ans                                      | 1re                                         | Talanta                                     | 53e                                         | 21e                                         | 27 novembre 2018                            | 22 j 16 h 53 min 44 s                       | 6,50 / 8,18                                 |
| Franz Bouvet                                | France                                      | 57 ans                                      | 1re                                         | Yoda                                        | 56e                                         | 22e                                         | 27 novembre 2018                            | 23 j 7 h 50 min 40 s                        | 6,33                                        |
| Donald Alexander                            | Afrique du Sud                              | 60 ans                                      | 1re                                         | Power of one                                | 58e                                         | 23e                                         | 30 novembre 2018                            | 26 j 1 h 19 min 14 s3                       | 5,67 / 7,51                                 |
| Emmanuel Hamez                              | France                                      | 55 ans                                      | 2e                                          | Teranga                                     | 59e                                         | 24e                                         | 30 novembre 2018                            | 26 j 6 h 37 min 14 s                        | 5,62 / 7,23                                 |
| Olivier Magre                               | France                                      | 52 ans                                      | 1re                                         | Leclerc Ville La Grand                      | 60e                                         | 25e                                         | 1er décembre 2018                           | 26 j 20 h 15 min 44 s                       | 5,50 / 7,56                                 |
| Carl Chipotel                               | France                                      | 43 ans                                      | 1re                                         | Pep'Gwadeloup                               | 61e                                         | 26e                                         | 1er décembre 2018                           | 26 j 20 h 18 min 3 s                        | 5,50 / 7,83                                 |
| Morgane Ursault Poupon                      | France                                      | 32 ans                                      | 1re                                         | Fleury Michon Bio                           | 62e                                         | 27e                                         | 1er décembre 2018                           | 27 j 1 h 27 min 6 s                         | 5,45 / 7,79                                 |
| Marc Dubos                                  | France                                      | 56 ans                                      | 1re                                         | Esprit Scout                                | 64e                                         | 28e                                         | 1er décembre 2018                           | 27 j 6 h 40 min 50 s                        | 5,41 / 6,72                                 |
| Cédric de Kervenoaël                        | France                                      | 55 ans                                      | 1re                                         | Grizzly Barber Shop                         | 65e                                         | 29e                                         | 1er décembre 2018                           | 27 j 6 h 50 min 38 s                        | 5,41 / 6,88                                 |
| Andrea Fantini                              | Italie                                      | 35 ans                                      | 1re                                         | Enel Green Power                            | 67e                                         | 31e                                         | 2 décembre 2018                             | 27 j 22 h 40 min 28 s                       | 5,28 / 7,08                                 |
| Olivier Roussey                             | France                                      | 59 ans                                      | 2e                                          | Obportus IV - Gras Savoye                   | 68e                                         | 30e                                         | 1er décembre 2018                           | 28 j 9 h 58 min 56 s                        | 5,38 / 7,46                                 |
| Jean-Marie Loirat                           | France                                      | 45 ans                                      | 1re                                         | Klaxoon                                     | 72e                                         | 32e                                         | 3 décembre 2018                             | 29 j 5 h 11 min 27 s                        | 5,05 / 6,84                                 |
| Jacques Valente                             | Suisse                                      | 57 ans                                      | 1re                                         | Destination Evian                           | 76e                                         | 33e                                         | 5 décembre 2018                             | 30 j 16 h 1 min 25 s                        | 4,81 / 6,09                                 |
| Hiroshi Kitada                              | Japon                                       | 54 ans                                      | 1re                                         | Kiho                                        | 77e                                         | 34e                                         | 6 décembre 2018                             | 31 j 11 h 36 min 52 s                       | 4,69 / 5,82                                 |

| Class40 : monocoques 40 pieds Hors classement et abandons | Class40 : monocoques 40 pieds Hors classement et abandons | Class40 : monocoques 40 pieds Hors classement et abandons | Class40 : monocoques 40 pieds Hors classement et abandons | Class40 : monocoques 40 pieds Hors classement et abandons | Class40 : monocoques 40 pieds Hors classement et abandons                 | Class40 : monocoques 40 pieds Hors classement et abandons                 | Class40 : monocoques 40 pieds Hors classement et abandons                 | Class40 : monocoques 40 pieds Hors classement et abandons                 | Class40 : monocoques 40 pieds Hors classement et abandons                 |                                |
| Skipper/pays/âge/participations                           | Skipper/pays/âge/participations                           | Skipper/pays/âge/participations                           | Skipper/pays/âge/participations                           | Bateau/Class.t gé.ral/classe                              | Bateau/Class.t gé.ral/classe                                              | Bateau/Class.t gé.ral/classe                                              | Incidents                                                                 | Incidents                                                                 | Incidents                                                                 |                                |
| --------------------------------------------------------- | --------------------------------------------------------- | --------------------------------------------------------- | --------------------------------------------------------- | --------------------------------------------------------- | ------------------------------------------------------------------------- | ------------------------------------------------------------------------- | ------------------------------------------------------------------------- | ------------------------------------------------------------------------- | ------------------------------------------------------------------------- | ------------------------------ |
| Loïc Le Doyen                                             | France                                                    | 52 ans                                                    | 1re                                                       | Saint Cast le Guildo Terre Exotique                       | DNF 7 décembre 2018 Hors temps                                            | DNF 7 décembre 2018 Hors temps                                            | DNF 7 décembre 2018 Hors temps                                            | DNF 7 décembre 2018 Hors temps                                            | DNF 7 décembre 2018 Hors temps                                            | DNF 7 décembre 2018 Hors temps |
| François Lassort                                          | France                                                    | 52 ans                                                    | 1re                                                       | Bijouteries Lassort - Tonton Louis                        | Abandon                                                                   | Abandon                                                                   | Abandon                                                                   | Abandon                                                                   | Abandon                                                                   |                                |
| Emmanuel Le Roch                                          | France                                                    | 46 ans                                                    | 1re                                                       | Edenred                                                   | Abandon le 21 novembre (panne pilote automatique cloison de mât fissurée) | Abandon le 21 novembre (panne pilote automatique cloison de mât fissurée) | Abandon le 21 novembre (panne pilote automatique cloison de mât fissurée) | Abandon le 21 novembre (panne pilote automatique cloison de mât fissurée) | Abandon le 21 novembre (panne pilote automatique cloison de mât fissurée) |                                |
| John Niewenhous                                           | États-Unis                                                | 60 ans                                                    | 1re                                                       | Loose Fish                                                | Abandon                                                                   | Abandon                                                                   | Abandon                                                                   | Abandon                                                                   | Abandon                                                                   |                                |
| Romain Rossi                                              | France                                                    | 37 ans                                                    | 1re                                                       | Fondation Digestscience                                   | Abandon le 18 novembre (double escale pour problèmes d'aériens)           | Abandon le 18 novembre (double escale pour problèmes d'aériens)           | Abandon le 18 novembre (double escale pour problèmes d'aériens)           | Abandon le 18 novembre (double escale pour problèmes d'aériens)           | Abandon le 18 novembre (double escale pour problèmes d'aériens)           |                                |
| Florian Gueguen                                           | France                                                    | 26 ans                                                    | 1re                                                       | Equipe voile Parkinson                                    | Abandon le 18 novembre (instr. navigation et communication HS)            | Abandon le 18 novembre (instr. navigation et communication HS)            | Abandon le 18 novembre (instr. navigation et communication HS)            | Abandon le 18 novembre (instr. navigation et communication HS)            | Abandon le 18 novembre (instr. navigation et communication HS)            |                                |
| Claire Pruvot                                             | France                                                    | 41 ans                                                    | 1re                                                       | Service civique                                           | Abandon le 16 novembre (collision avec un cargo)                          | Abandon le 16 novembre (collision avec un cargo)                          | Abandon le 16 novembre (collision avec un cargo)                          | Abandon le 16 novembre (collision avec un cargo)                          | Abandon le 16 novembre (collision avec un cargo)                          |                                |
| Nicolas Jossier                                           | France                                                    | 42 ans                                                    | 1re                                                       | Manorga                                                   | Abandon le 15 novembre (problèmes techniques)                             | Abandon le 15 novembre (problèmes techniques)                             | Abandon le 15 novembre (problèmes techniques)                             | Abandon le 15 novembre (problèmes techniques)                             | Abandon le 15 novembre (problèmes techniques)                             |                                |
| Halvard Mabire                                            | France                                                    | 62 ans                                                    | 4e                                                        | Sponsor Wanted                                            | Abandon le 15 novembre (problèmes techniques)                             | Abandon le 15 novembre (problèmes techniques)                             | Abandon le 15 novembre (problèmes techniques)                             | Abandon le 15 novembre (problèmes techniques)                             | Abandon le 15 novembre (problèmes techniques)                             |                                |
| Dominique Rivard                                          | France                                                    | 51 ans                                                    | 2e                                                        | #Marie - Galante                                          | Abandon le 14 novembre (problème électronique)                            | Abandon le 14 novembre (problème électronique)                            | Abandon le 14 novembre (problème électronique)                            | Abandon le 14 novembre (problème électronique)                            | Abandon le 14 novembre (problème électronique)                            |                                |
| Maxime Cauwe                                              | France                                                    | 34 ans                                                    | 1re                                                       | Azeo - On est large                                       | Abandon le 14 novembre (problème de délai)                                | Abandon le 14 novembre (problème de délai)                                | Abandon le 14 novembre (problème de délai)                                | Abandon le 14 novembre (problème de délai)                                | Abandon le 14 novembre (problème de délai)                                |                                |
| Maxime Sorel                                              | France                                                    | 32 ans                                                    | 2e                                                        | V and B                                                   | Abandon le 12 novembre (démâtage)                                         | Abandon le 12 novembre (démâtage)                                         | Abandon le 12 novembre (démâtage)                                         | Abandon le 12 novembre (démâtage)                                         | Abandon le 12 novembre (démâtage)                                         |                                |
| Jean Galfione                                             | France                                                    | 47 ans                                                    | 2e                                                        | Serenis Consulting                                        | Abandon le 12 novembre                                                    | Abandon le 12 novembre                                                    | Abandon le 12 novembre                                                    | Abandon le 12 novembre                                                    | Abandon le 12 novembre                                                    |                                |
| Bertrand Delesne                                          | France                                                    | 40 ans                                                    | 2e                                                        | www.bertrand-delesne.fr                                   | Abandon le 11 novembre (génois)                                           | Abandon le 11 novembre (génois)                                           | Abandon le 11 novembre (génois)                                           | Abandon le 11 novembre (génois)                                           | Abandon le 11 novembre (génois)                                           |                                |
| Sébastien Desquesses                                      | France                                                    | 47 ans                                                    | 1re                                                       | Kersia - Le Guevel - Spirit of Saint Malo                 | Abandon le 11 novembre (avarie de mât)                                    | Abandon le 11 novembre (avarie de mât)                                    | Abandon le 11 novembre (avarie de mât)                                    | Abandon le 11 novembre (avarie de mât)                                    | Abandon le 11 novembre (avarie de mât)                                    |                                |
| Arthur Gascoin                                            | France                                                    | 33 ans                                                    | 1re                                                       | UP - Sail & Connect                                       | Abandon le 11 novembre                                                    | Abandon le 11 novembre                                                    | Abandon le 11 novembre                                                    | Abandon le 11 novembre                                                    | Abandon le 11 novembre                                                    |                                |
| Nicolas Troussel                                          | France                                                    | 44 ans                                                    | 2e                                                        | Corum                                                     | Abandon le 10 novembre (blessure)                                         | Abandon le 10 novembre (blessure)                                         | Abandon le 10 novembre (blessure)                                         | Abandon le 10 novembre (blessure)                                         | Abandon le 10 novembre (blessure)                                         |                                |
| Sébastien Marsset                                         | France                                                    | 33 ans                                                    | 1re                                                       | Campings Tohapi                                           | Abandon le 10 novembre (avarie au pied de mât)                            | Abandon le 10 novembre (avarie au pied de mât)                            | Abandon le 10 novembre (avarie au pied de mât)                            | Abandon le 10 novembre (avarie au pied de mât)                            | Abandon le 10 novembre (avarie au pied de mât)                            |                                |
| Sam Goodchild                                             | Royaume-Uni                                               | 28 ans                                                    | 1re                                                       | Narcos : Mexico                                           | Abandon le 10 novembre (démâtage)                                         | Abandon le 10 novembre (démâtage)                                         | Abandon le 10 novembre (démâtage)                                         | Abandon le 10 novembre (démâtage)                                         | Abandon le 10 novembre (démâtage)                                         |                                |

Jean-Luc Schoch n'est plus inscrit le 30 octobre 2018. Il est remplacé à la barre d'Esprit Scout par Marc Dubos.
1 Pénalité de 45 minutes pour rupture de plomb
2 Trois pénalités de 45 minutes (2h15) pour rupture des plombs du mouillage, du container de survie et du bidon de gasoil de secours
3 Pénalité de 45 minutes pour rupture de plomb du radeau de survie

#### Course des Class40
Le 4 novembre, au terme d'une descente de la Manche à vive allure, la flottille des 53 Class40 se scinde. Un groupe choisit de contourner le DST. Le plus grand nombre se dirige vers Ouessant.

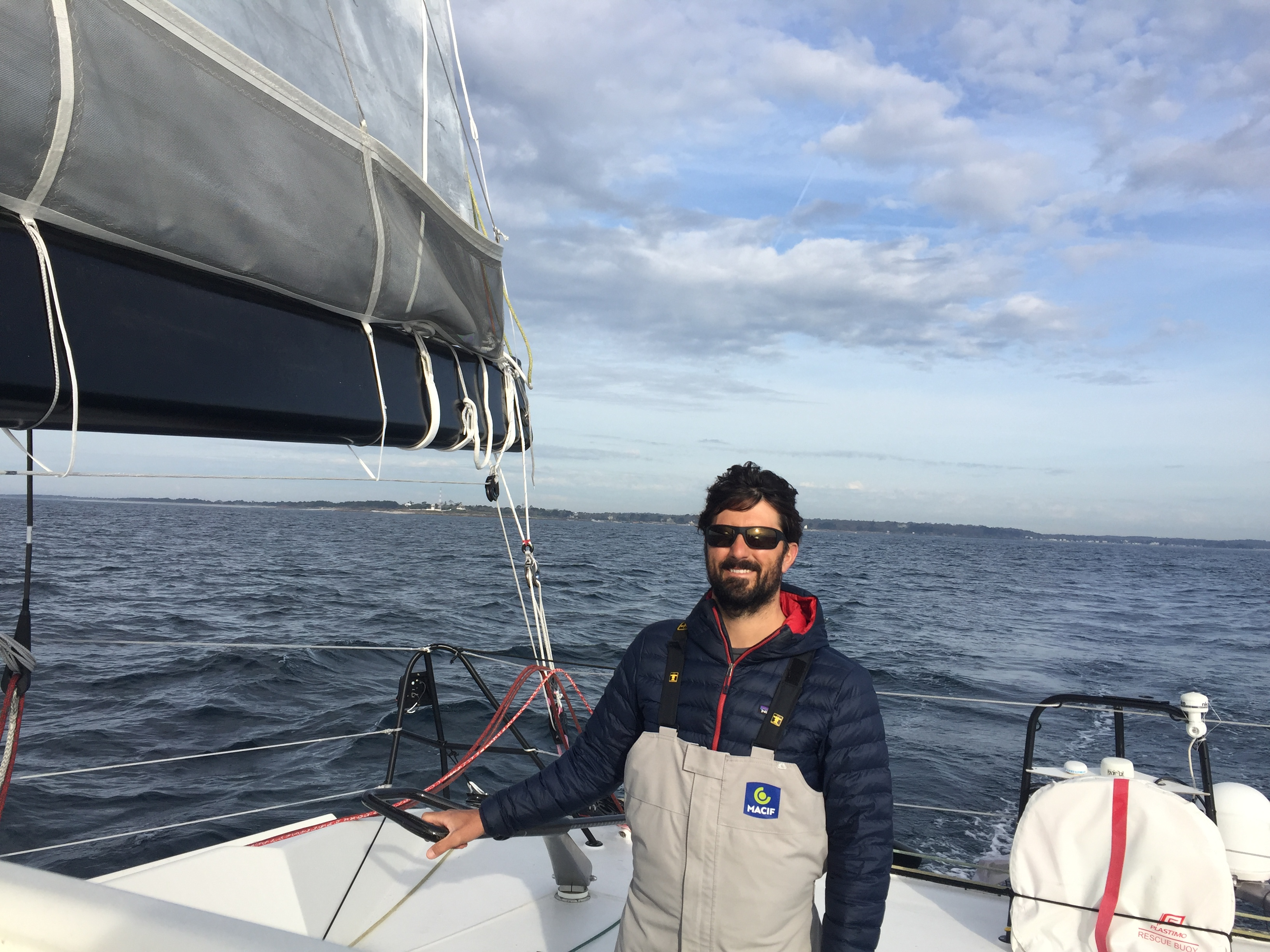
Yoann Richomme à l'entraînement en 2017.

Le 5 novembre, au large de la pointe bretonne, les concurrents sont ralentis dans une zone de calmes, au centre d'une dépression. Yoann Richomme est le plus nord de ceux qui sont passés par Ouessant. Il est le premier à trouver la sortie. Il prend la tête. À 14 h 45, après 24 heures de course, dix bateaux se sont tour à tour extirpés de la zone de molle et affirment leurs stratégies. Trois d'entre eux, qui ont contourné le DST, naviguent au nord de l'orthodromie : Louis Duc sur Carac (2e), Sébastien Marsset sur Campings Tohapi (7e) et Maxime Sorel sur V&B (10e). Juste au-dessous de l'orthodromie, on trouve Richomme (1er). Enfin, six bateaux marchent plus au sud : Arthur Le Vaillant sur Leyton (3e), Luke Berry sur Lamotte-Module création (4e), Kito de Pavant sur Made in Midi (5e), Aymeric Chappellier sur Aïna enfance et avenir (6e), Sam Goodshild sur Narcos : Mexico (8e) et Phil Sharp sur Imerys Clean Energy (9e). Derrière, de nombreux concurrents se déroutent sur les ports de Bretagne, soit en raison d'avaries, soit pour se mettre à l'abri d'un front très actif annoncé.
Le 6 novembre, le passage de ce front s'effectue dans la nuit, par 35 nœuds de vent établis, avec rafales à 45. « Ça tapait beaucoup, dit Richomme, avec une mer croisée dans tous les sens, c’était un vrai champ de mines. C’était douloureux, parce qu’on avait toujours l’impression de casser le bateau. » Goodchild (alors 3e) démâte. Il fait route terre sous gréement de fortune. En début d'après-midi, la tête de flottille trouve une bascule nord-ouest. Richomme, grâce à son positionnement ouest, sort du mauvais temps le premier avec 15 milles d'avance, vire le premier, et n'a plus qu'à accélérer. C'est le début d'un long bord sud-ouest qui doit mener les Class40 jusqu'aux Açores. Le soir, Duc (2e) casse l'axe de son étai. Il tente de réparer en mer. En milieu de nuit, Richomme, le plus à l'ouest des Class40, a creusé un écart de 35 milles sur Chappellier (2e). Sharp est 3e.
Le 7 novembre, victime d'une avarie, Marsset (11e) se déroute vers Lorient.
Le 8 novembre, les conditions de mer sont toujours difficiles : « vents de nord-ouest jusqu’à 50 nœuds et […] mer casse-bateau générant des déferlantes de travers ». Troussel (6e), aux prises avec plusieurs avaries et blessé à la main, se déroute vers Cascais. Richomme tente de gagner le sud le plus vite possible pour éviter une grosse mer susceptible de ralentir ses poursuivants. Sharp (2e) et Chappellier (3e) s'efforcent de le suivre, à 37 milles, s'échangeant la deuxième place. Le bateau de Sharp rend 2 nœuds, au reaching, aux bateaux plus récents de ses deux rivaux. Le Britannique attend avec impatience des allures plus favorables. N'ayant pu réparer en mer, Duc fait escale à Baiona.
Le 9 novembre, tandis que les derniers essuient un nouveau fort coup de vent, Richomme entreprend de contourner par l'est l'anticyclone des Açores. Il est mieux positionné — à l'intérieur de la courbure — que ses deux rivaux. Dans les conditions de reaching rencontrées depuis deux jours, il peut exploiter la puissance de son plan Lombard (« un avion de chasse », selon Pavant). Il accentue l'écart avec Sharp et Chappellier : son avance est maintenant de 66 milles. Derrière Chappellier, une cassure d'une centaine de milles s'est opérée avec un groupe de quatre poursuivants emmené par Pavant (4e).

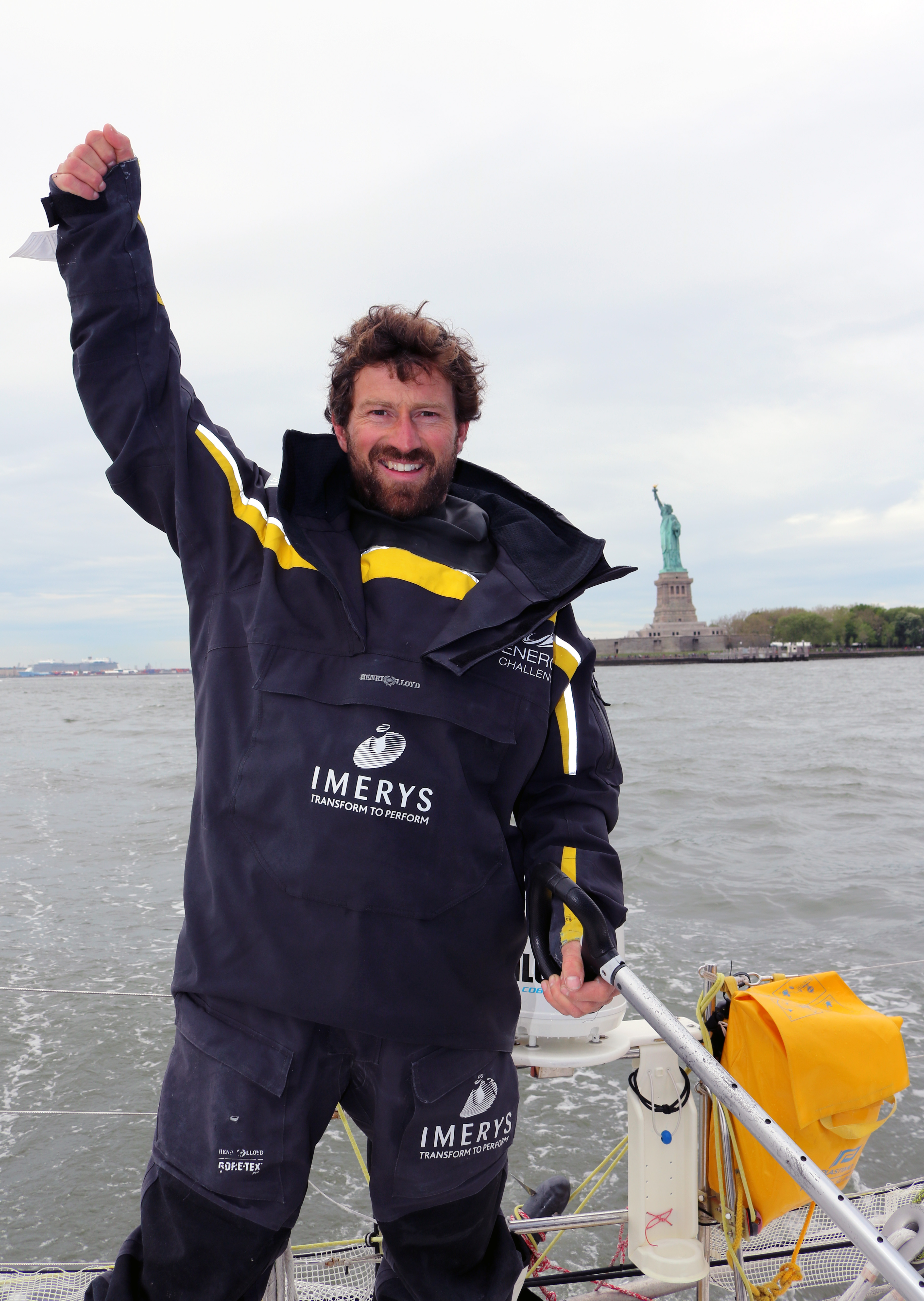
Phil Sharp.

Le 10 novembre, Duc quitte Baiona. Il est 24e. Richomme précède Sharp de 78 milles. 
Le 12 novembre, les concurrents qui avaient relâché dans les ports bretons en début de course reprennent la mer. Pendant ce temps, les premiers Class40 touchent l'alizé. Ils font route à l'ouest.
Le 15 novembre, précédant Sharp (2e) de 86 milles, Richomme paraît toujours intouchable. Le Britannique commence à se demander si, malgré tous ses efforts, il pourra réellement aller chercher la première place. Chappellier (3e), qui veut ménager son spi medium fraîchement réparé, met provisoirement entre parenthèses son duel avec Sharp. Il accuse un retard de 60 milles sur ce dernier. Et, 60 milles derrière Chappellier, une lutte pour la quatrième place oppose Pavant (4e), Le Vaillant (5e), Berry (6e) et Carpentier (7e).
Le 17 novembre, Richomme a 104 milles d'avance sur Sharp. À présent confiant dans la réparation de son spi et informé de ce que Sharp a des soucis de pilote automatique, Chappellier (3e) est reparti à l'attaque : « On est à trois jours de la Tête à l’Anglais, dit-il. Si on explose un spi, c’est le jeu, mais on n’est plus dans l’économie. » Il revient à 4 milles de Sharp.
Le 18 novembre, Sharp a bien du mal à contenir les assauts de Chappellier. Les deux bateaux marchent à présent bord à bord.
Le 20 novembre, à 5 h 50 (heure de la métropole), Richomme entame le tour de Basse-Terre. Pendant ce temps, Sharp et Chappellier, ensemble depuis la sortie de la Manche, se battent toujours pour la deuxième place. Sharp garde l'avantage. Ce n'est qu'au nord de La Désirade que Chappellier réussit à porter l'estocade. Le voici 2e. De son côté, Yoann Richomme sur Veedol-AIC franchit en vainqueur la ligne d'arrivée à 17 h 22, après 16 jours, 3 heures, 22 minutes et 44 secondes de course (nouveau temps de référence). Il vient de parcourir 4 309 milles, à la vitesse sur l'eau de 11,12 nœuds. À 18 h 45, Chappellier amorce le contournement de Basse-Terre. Il a 20 minutes d'avance sur Sharp.
Le 21 novembre, à 1 h 16, Aymeric Chappellier sur Aïna enfance et avenir termine 2e. À 3 h 1, Phil Sharp sur Imerys Clean Energy termine 3e. À 17 h 55, Arthur Le Vaillant sur Leyton termine 4e. À 18 h 49, Kito de Pavant sur Made in Midi termine 5e. À 20 h 51, Luke Berry sur Lamotte-Module création termine 6e.
Le 22 novembre, à 14 h 11, Antoine Carpentier sur Beyond the Seas termine 7e. À 20 h 18, Jack Trigger sur Concise 8 termine 8e.
Le 23 novembre, à 17 h 49, Olivier Cardin sur Région Normandie termine 9e.
Le 24 novembre, à 18 h 6, Jean-Baptiste Daramy sur Chocolats Pariès-Coriolis Composites termine 10e.
Le 6 décembre, à 1 h 36, Hiroshi Kitada sur Kiho, dernier classé, termine 34e.
Le 7 décembre, la ligne d'arrivée est fermée. Ne l'ayant pas franchie dans le temps imparti, Loïc Le Doyen sur Saint-Cast-le-Guildo-Terre exotique n'est pas classé. Dix-huit Class40 ont abandonné.

### Catégorie Rhum Multi
Dans les deux précédentes éditions, la catégorie Rhum accueillait multicoques et monocoques. Elle est désormais scindée en deux catégories : Rhum Multi et Rhum Mono. La catégorie Rhum Multi regroupe les multicoques n'entrant ni dans la classe Ultime ni dans la classe Multi50. Les bateaux sont d'une grande diversité. Les skippers sont le plus souvent amateurs.
| Catégorie Rhum : multicoques entre 39 et 59 pieds (21 inscrits) | Catégorie Rhum : multicoques entre 39 et 59 pieds (21 inscrits) | Catégorie Rhum : multicoques entre 39 et 59 pieds (21 inscrits) | Catégorie Rhum : multicoques entre 39 et 59 pieds (21 inscrits) | Catégorie Rhum : multicoques entre 39 et 59 pieds (21 inscrits) | Catégorie Rhum : multicoques entre 39 et 59 pieds (21 inscrits) | Catégorie Rhum : multicoques entre 39 et 59 pieds (21 inscrits) | Catégorie Rhum : multicoques entre 39 et 59 pieds (21 inscrits) | Catégorie Rhum : multicoques entre 39 et 59 pieds (21 inscrits) | Catégorie Rhum : multicoques entre 39 et 59 pieds (21 inscrits) | Catégorie Rhum : multicoques entre 39 et 59 pieds (21 inscrits) |
| Concurrent                                                      | Concurrent                                                      | Concurrent                                                      | Concurrent                                                      | Bateau                                                          | Classement                                                      | Classement                                                      | Arrivée                                                         | Arrivée                                                         | Arrivée                                                         |                                                                 |
| Skipper                                                         | Nationalité                                                     | Âge                                                             | Particip.                                                       | Nom du bateau                                                   | Général                                                         | Classe                                                          | Date                                                            | Temps                                                           | Moyennes (nœuds)                                                |                                                                 |
| --------------------------------------------------------------- | --------------------------------------------------------------- | --------------------------------------------------------------- | --------------------------------------------------------------- | --------------------------------------------------------------- | --------------------------------------------------------------- | --------------------------------------------------------------- | --------------------------------------------------------------- | --------------------------------------------------------------- | --------------------------------------------------------------- | --------------------------------------------------------------- |
| Pierre Antoine                                                  | France                                                          | 56 ans                                                          | 4e                                                              | Olmix                                                           | 15e                                                             | 1re                                                             | 20 novembre 2018                                                | 15 j 1 h 15 min 5 s*                                            | 9,29 / 11,73                                                    |                                                                 |
| Jean-François Lilti                                             | France                                                          | 56 ans                                                          | 2e                                                              | Ecole diagonale pour citoyens du monde                          | 30e                                                             | 2e                                                              | 22 novembre 2018                                                | 18 j 7 h 32 min 45 s                                            | 8,05 / 10,74                                                    |                                                                 |
| Etienne Hochede                                                 | France                                                          | 62 ans                                                          | 2e                                                              | PIR2                                                            | 31e                                                             | 3e                                                              | 23 novembre 2018                                                | 19 j 0 h 18 min 6 s                                             | 7,76 / 10,15                                                    |                                                                 |
| Loïck Peyron                                                    | France                                                          | 58 ans                                                          | 8e                                                              | Happy                                                           | 38e                                                             | 4e                                                              | 25 novembre 2018                                                | 21 j 3 h 57 min 17 s                                            | 6,97                                                            |                                                                 |
| Jean Pierre Balmes                                              | France                                                          | 59 ans                                                          | 1re                                                             | Solveo énergie nouvelle                                         | 39e                                                             | 5e                                                              | 25 novembre 2018                                                | 21 j 6 h 31 min 53 s                                            | 6,94 / 8,96                                                     |                                                                 |
| François Corre                                                  | France                                                          | 36 ans                                                          | 1re                                                             | Friends & Lovers (1981)                                         | 40e                                                             | 6e                                                              | 25 novembre 2018                                                | 21 j 8 h 1 min 35 s                                             | 6,92 / 8,93                                                     |                                                                 |
| Alain Delhumeau                                                 | France                                                          | 64 ans                                                          | 2e                                                              | Rayon Vert                                                      | 44e                                                             | 7e                                                              | 26 novembre 2018                                                | 21 j 16 h 8 min 20 s                                            | 6,81 / 8,66                                                     |                                                                 |
| Pierrick Tollemer                                               | France                                                          | 56 ans                                                          | 1re                                                             | Resadia                                                         | 69e                                                             | 8e                                                              | 2 décembre 2018                                                 | 28 j 0 h 15 min 22 s                                            | 5,27 / 7,06                                                     |                                                                 |
| Eric Gamin                                                      | France                                                          | 52 ans                                                          | 1re                                                             | Liladhoc                                                        | 70e                                                             | 9e                                                              | 3 décembre 2018                                                 | 28 j 20 h 50 min 48 s                                           | 5,11 / 6,84                                                     |                                                                 |
| Bertrand de Broc                                                | France                                                          | 57 ans                                                          | 4e                                                              | Pampero                                                         | 71e                                                             | 10e                                                             | 3 décembre 2018                                                 | 28 j 22 h 34 min 43 s                                           | 5,10 / 6,98                                                     |                                                                 |
| Christian Guyader                                               | France                                                          | 58 ans                                                          | 1re                                                             | Guyader Gastronomie                                             | 73e                                                             | 11e                                                             | 3 décembre 2018                                                 | 29 j 5 h 23 min 8 s                                             | 5,05 / 7,11                                                     |                                                                 |
| Gérald Bibot                                                    | Belgique                                                        | 58 ans                                                          | 1re                                                             | Zed 7                                                           | 78e                                                             | 12e                                                             | 6 décembre 2018                                                 | 31 j 12 h 14 min 34 s                                           | 4,68 / 6,80                                                     |                                                                 |
| Gildas Breton                                                   | France                                                          | 55 ans                                                          | 1re                                                             | BO Carré                                                        | Abandon (fissure sur un bras de liaison)                        | Abandon (fissure sur un bras de liaison)                        | Abandon (fissure sur un bras de liaison)                        | Abandon (fissure sur un bras de liaison)                        | Abandon (fissure sur un bras de liaison)                        |                                                                 |
| Charlie Capelle                                                 | France                                                          | 63 ans                                                          | 5e                                                              | Acapella - Soreal - Proludic                                    | Abandon le 13 novembre (panne généralisée de l'électronique)    | Abandon le 13 novembre (panne généralisée de l'électronique)    | Abandon le 13 novembre (panne généralisée de l'électronique)    | Abandon le 13 novembre (panne généralisée de l'électronique)    | Abandon le 13 novembre (panne généralisée de l'électronique)    |                                                                 |
| David Ducosson                                                  | France                                                          | 46 ans                                                          | 1re                                                             | Defi An Nou - Air Antilles                                      | Abandon                                                         | Abandon                                                         | Abandon                                                         | Abandon                                                         | Abandon                                                         |                                                                 |
| Franck Sainte Marie                                             | France                                                          | 61 ans                                                          | 1re                                                             | Branec IV                                                       | Abandon                                                         | Abandon                                                         | Abandon                                                         | Abandon                                                         | Abandon                                                         |                                                                 |
| Erwan Thiboumery                                                | France                                                          | 50 ans                                                          | 1re                                                             | Spirit of Nusa Penida                                           | Abandon                                                         | Abandon                                                         | Abandon                                                         | Abandon                                                         | Abandon                                                         |                                                                 |
| Gilles Buekenhout                                               | Belgique                                                        | 56 ans                                                          | 3e                                                              | Jess                                                            | Abandon (perte foil bâbord)                                     | Abandon (perte foil bâbord)                                     | Abandon (perte foil bâbord)                                     | Abandon (perte foil bâbord)                                     | Abandon (perte foil bâbord)                                     |                                                                 |
| Christophe Bogrand                                              | France                                                          | 55 ans                                                          | 1re                                                             | Sterec Aile Bleue                                               | Abandon le 13 novembre (démâtage)                               | Abandon le 13 novembre (démâtage)                               | Abandon le 13 novembre (démâtage)                               | Abandon le 13 novembre (démâtage)                               | Abandon le 13 novembre (démâtage)                               |                                                                 |
| Fabrice Payen                                                   | France                                                          | 49 ans                                                          | 1re                                                             | Team Vent Debout                                                | Abandon le 9 novembre (démâtage)                                | Abandon le 9 novembre (démâtage)                                | Abandon le 9 novembre (démâtage)                                | Abandon le 9 novembre (démâtage)                                | Abandon le 9 novembre (démâtage)                                |                                                                 |
| Yann Marilley                                                   | France                                                          | 58 ans                                                          | 1re                                                             | No Limit Yacht                                                  | Abandon le 8 novembre (fissures coque)                          | Abandon le 8 novembre (fissures coque)                          | Abandon le 8 novembre (fissures coque)                          | Abandon le 8 novembre (fissures coque)                          | Abandon le 8 novembre (fissures coque)                          |                                                                 |

* Après compensation de temps de 20h par le jury pour le sauvetage de Lalou Roucayrol et son transbordement

#### Course des Rhum Multi

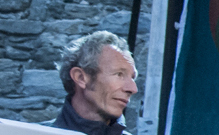
Pierre Antoine.

Dès le 5 novembre, lendemain du départ, Pierre Antoine sur Olmix s'empare de la première place. Le 8 novembre, il précède le 2e, Fabrice Payen (Team Vent debout), de 192 milles. Celui-ci démâte au grand large de Porto. Le 10 novembre, Jean-François Lilti (2e) concède 370 milles à Antoine. Il fait une escale technique à Madère. Lorsqu'il repart, le lendemain matin, il est à 470 milles. Dans la nuit du 13 au 14, Antoine a 487 milles d'avance sur Lilti. Il touche l'alizé.
Le 14, à 8 h 30 (heure de France), le Multi50 de Lalou Roucayrol chavire à 400 milles dans le sud-ouest d'Antoine. La direction de course demande à celui-ci de se dérouter. Il arrive sur place dans la nuit du 15 au 16. Au matin, il recueille Roucayrol, et se remet en course. Un remorqueur fait route pour chercher le naufragé et son bateau. Le transbordement de Roucayrol s'effectue le 18.
Pierre Antoine, sur Olmix, pare la Tête à l'Anglais le 20 novembre, avec 637 milles d'avance sur Lilti. Il franchit la ligne à 11 h 15. Il vient de parcourir 4 473 milles à la vitesse moyenne sur l'eau de 11,73 nœuds. Le jury le fait bénéficier d'une compensation de 20 heures sur son temps de traversée, au regard du temps consacré au sauvetage et au transbordement de Roucayrol. Son temps officiel est donc de 15 jours, 1 heure, 15 minutes et 5 secondes (temps de référence). Dans la Route du Rhum, c'est la deuxième victoire de Pierre Antoine et la troisième victoire de son bateau. Jean-François Lilti sur École diagonale pour citoyens du monde termine 2e. Étienne Hochedé sur PiR2 termine 3e. Douze Rhum Multi terminent classés. Neuf ont abandonné.

### Catégorie Rhum Mono
La catégorie Rhum Mono regroupe des monocoques de plus de 12 mètres ne répondant ni à la jauge Imoca ni à la jauge Class40. Elle présente une grande variété de bateaux.
| Catégorie Rhum : monocoques supérieurs à 39 pieds (17 inscrits) | Catégorie Rhum : monocoques supérieurs à 39 pieds (17 inscrits) | Catégorie Rhum : monocoques supérieurs à 39 pieds (17 inscrits) | Catégorie Rhum : monocoques supérieurs à 39 pieds (17 inscrits) | Catégorie Rhum : monocoques supérieurs à 39 pieds (17 inscrits) | Catégorie Rhum : monocoques supérieurs à 39 pieds (17 inscrits) | Catégorie Rhum : monocoques supérieurs à 39 pieds (17 inscrits) | Catégorie Rhum : monocoques supérieurs à 39 pieds (17 inscrits) | Catégorie Rhum : monocoques supérieurs à 39 pieds (17 inscrits) | Catégorie Rhum : monocoques supérieurs à 39 pieds (17 inscrits) | Catégorie Rhum : monocoques supérieurs à 39 pieds (17 inscrits) |
| Concurrent                                                      | Concurrent                                                      | Concurrent                                                      | Concurrent                                                      | Bateau                                                          | Classement                                                      | Classement                                                      | Arrivée                                                         | Arrivée                                                         | Arrivée                                                         |                                                                 |
| Skipper                                                         | Nationalité                                                     | Âge                                                             | Particip.                                                       | Nom du bateau                                                   | Général                                                         | Classe                                                          | Date                                                            | Temps                                                           | Moyenne (nœuds)                                                 |                                                                 |
| --------------------------------------------------------------- | --------------------------------------------------------------- | --------------------------------------------------------------- | --------------------------------------------------------------- | --------------------------------------------------------------- | --------------------------------------------------------------- | --------------------------------------------------------------- | --------------------------------------------------------------- | --------------------------------------------------------------- | --------------------------------------------------------------- | --------------------------------------------------------------- |
| Sidney Gavignet                                                 | France                                                          | 49 ans                                                          | 3e                                                              | Café Joyeux                                                     | 18e                                                             | 1re                                                             | 20 novembre 2018                                                | 16 j 10 h 18 min 5 s                                            | 8,98 / 12,01                                                    |                                                                 |
| Sébastien Destremau                                             | France                                                          | 54 ans                                                          | 1re                                                             | Alcatraz It-Faceocean                                           | 25e                                                             | 2e                                                              | 21 novembre 2018                                                | 17 j 7 h 25 min 44 s                                            | 8,53 / 11,37                                                    |                                                                 |
| Luc Coquelin                                                    | France                                                          | 60 ans                                                          | 6e                                                              | Rotary-La Mer pour tous                                         | 50e                                                             | 3e                                                              | 26 novembre 2018                                                | 22 j 8 h 24 min 12 s                                            | 6,60 / 8,40                                                     |                                                                 |
| Jean-Marie Patier                                               | France                                                          | 52 ans                                                          | 1re                                                             | Le Cigare Rouge                                                 | 52e                                                             | 4e                                                              | 27 novembre 2018                                                | 22 j 16 h 5 min 15 s                                            | 6,51 / 8,45                                                     |                                                                 |
| Wilfrid Clerton                                                 | France                                                          | 47 ans                                                          | 2e                                                              | Cap au Cap Location-SOS Villages d'enfants                      | 55e                                                             | 5e                                                              | 27 novembre 2018                                                | 23 j 7 h 30 min 50 s                                            | 6,33                                                            |                                                                 |
| Nils Boyer                                                      | France                                                          | 24 ans                                                          | 2e                                                              | Le Choix Funéraire                                              | 66e                                                             | 6e                                                              | 2 décembre 2018                                                 | 27 j 12 h 47 min 5 s                                            | 5,36 / 7,34                                                     |                                                                 |
| Dominique Dubois                                                | France                                                          | 58 ans                                                          | 1re                                                             | Gheo                                                            | 74e                                                             | 7e                                                              | 4 décembre 2018                                                 | 30 j 3 h 28 min 30 s                                            | 4,90 / 6,64                                                     |                                                                 |
| Nicolas Magnan                                                  | France                                                          | 57 ans                                                          | 1re                                                             | Rhum4You-Javelot                                                | 75e                                                             | 8e                                                              | 5 décembre 2018                                                 | 30 j 12 h 12 min 30 s                                           | 4,84 / 6,40                                                     |                                                                 |
| Christophe Souchaud                                             | France                                                          | 54 ans                                                          | 1re                                                             | Rhum Solidaire Cap Handi                                        | 79e                                                             | 9e                                                              | 6 décembre 2018                                                 | 32 j 8 h 40 min 45 s                                            | 4,56 / 5,52                                                     |                                                                 |
| Eric Bellion                                                    | France                                                          | 42 ans                                                          | 1re                                                             | Comme un seul homme                                             | DNF                                                             | DNF                                                             | 7 décembre 2018                                                 | Hors temps                                                      | Hors temps                                                      | Hors temps                                                      |
| Laurent Jubert                                                  | France                                                          | 43 ans                                                          | 1re                                                             | L'Espace du Souffle                                             | Abandon le 20 novembre (délai réparation)                       | Abandon le 20 novembre (délai réparation)                       | Abandon le 20 novembre (délai réparation)                       | Abandon le 20 novembre (délai réparation)                       | Abandon le 20 novembre (délai réparation)                       |                                                                 |
| Eric Jail                                                       | France                                                          | 57 ans                                                          | 2e                                                              | La Voix de l'Océan                                              | Abandon                                                         | Abandon                                                         | Abandon                                                         | Abandon                                                         | Abandon                                                         |                                                                 |
| Olivier Leroux                                                  | France                                                          | 60 ans                                                          | 1re                                                             | Art Immobilier Construction                                     | Abandon le 12 novembre                                          | Abandon le 12 novembre                                          | Abandon le 12 novembre                                          | Abandon le 12 novembre                                          | Abandon le 12 novembre                                          |                                                                 |
| Bob Escoffier                                                   | France                                                          | 69 ans                                                          | 4e                                                              | Kriter V-Socomore - Queguiner                                   | Abandon le 11 novembre (fuite d'eau)                            | Abandon le 11 novembre (fuite d'eau)                            | Abandon le 11 novembre (fuite d'eau)                            | Abandon le 11 novembre (fuite d'eau)                            | Abandon le 11 novembre (fuite d'eau)                            |                                                                 |
| Jean-Luc Bizien Jaglin                                          | France                                                          | 59 ans                                                          | 1re                                                             | Transports Groussard                                            | Abandon                                                         | Abandon                                                         | Abandon                                                         | Abandon                                                         | Abandon                                                         |                                                                 |
| Andrea Mura                                                     | Italie                                                          | 54 ans                                                          | 3e                                                              | Vento Di Sardegna                                               | Abandon                                                         | Abandon                                                         | Abandon                                                         | Abandon                                                         | Abandon                                                         |                                                                 |
| Willy Bissainte                                                 | France                                                          | 48 ans                                                          | 3e                                                              | C' La Guadeloupe                                                | Abandon le 9 novembre (échouement)                              | Abandon le 9 novembre (échouement)                              | Abandon le 9 novembre (échouement)                              | Abandon le 9 novembre (échouement)                              | Abandon le 9 novembre (échouement)                              |                                                                 |

#### Course des Rhum Mono

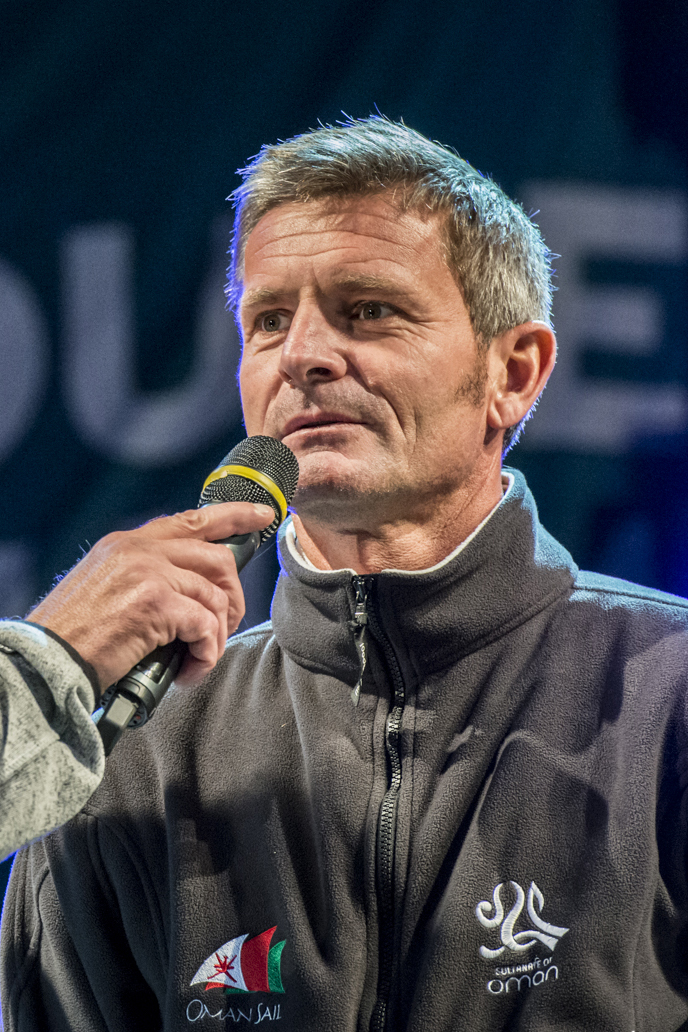
Sidney Gavignet.

Les Rhum Mono sont 17, le 4 novembre, au départ de Saint-Malo. Mais, dès le lendemain, l'annonce d'un fort coup de vent conduit des concurrents à s'abriter. En comptant les victimes d'avaries, ils sont neuf Rhum Mono à gagner les ports. La persistance du mauvais temps les y confine plusieurs jours durant. 
Sidney Gavignet, sur le 52 pieds Café Joyeux, dispute sa dernière course. Il la domine de bout en bout. Lorsqu'il touche l'alizé le 12 novembre, il devance Sébastien Destremau (Imoca Alcatraz IT-FaceOcean, 2e) de quelque 340 milles. Gavignet termine le 21 novembre, à 0 h 18, après 16 jours, 11 heures, 18 minutes et 5 secondes de mer. Il a parcouru 4 736 milles, à la vitesse moyenne sur l'eau de 12,01 nœuds.
Destremau termine 2e. Luc Coquelin, sur l'Open 50 Rotary-La mer pour tous est 3e. Jean-Marie Patier sur le yawl de 60 pieds Formatives Network est 4e. Wilfrid Clerton sur Cap au Cap location-SOS villages d’enfants (l'ancien Kriter VIII ) est 5e. Neuf concurrents terminent classés. Éric Bellion, sur la goélette de 21 mètres Commeunseulhomme, passe la ligne d'arrivée hors temps. Sept Rhum Mono ont abandonné.